# Liste der Biografien/Cao–Cap
Liste der Biografien |
Portal Biografien |
Personensuche
# |
A |
B |
C |
D |
E |
F |
G |
H |
I |
J |
K |
L |
M |
N |
O |
P |
Q |
R |
S |
T |
U |
V |
W |
X |
Y |
Z |
?
 
Ca |
Cb |
Cc |
Ce |
Ch |
Ci |
Cj |
Ck |
Cl |
Cm |
Cn |
Co |
Cr |
Cs |
Ct |
Cu |
Cv |
Cw |
Cy |
Cz
 
Caa–Cag |
Cah |
Cai |
Caj |
Cak |
Cal |
Cam |
Can |
Cao–Cap |
Caq |
Car |
Cas |
Cat–Caz
Die Liste der Biografien führt alle Personen auf, die in der deutschsprachigen Wikipedia einen Artikel haben. Dieses ist eine Teilliste mit 708 Einträgen von Personen, deren Namen mit den Buchstaben „Cao“ – „Cap“ beginnt.

## Cao–Cap

### Cao
- Cao Chungeng (1917–1978), chinesischer Politiker und Diplomat
- Cao Ðình Thuyên, Paul-Marie (1927–2022), vietnamesischer Geistlicher, römisch-katholischer Bischof von Vinh
- Cao Huang (246–303), Kaiser der Wei-Dynastie
- Cao Mianying (* 1967), chinesische Ruderin
- Cao Xiangde, Matthew (1927–2021), chinesischer Geistlicher, römisch-katholischer Bischof von Hangzhou
- Cao Zhen (185–231), General unter Cao Cao und seinen Nachfolgern
- Cao Zhen (* 1987), chinesische Tischtennisspielerin
- Cao, Ang (175–197), chinesischer General
- Cao, Anmin († 197), chinesischer General unter Cao Cao
- Cao, Bao, chinesischer Offizier der Han-Dynastie, Ziehvater des Lü Bu
- Cao, Biao (195–251), Prinz der Wei-Dynastie
- Cao, Bochun (* 1941), chinesischer Politiker
- Cao, Cao (155–220), chinesischer Warlord und Wegbereiter der Wei-DynastieCao Cao (155–220)

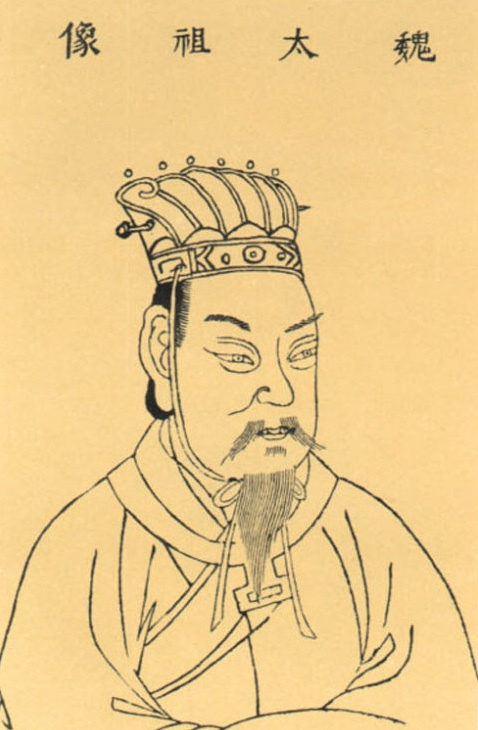
Cao Cao (155–220)

- Cao, Chi, britischer Balletttänzer chinesischer Herkunft
- Cao, Chong (196–208), Sohn von Cao Cao
- Cao, Chun (170–210), General unter Cao Cao
- Cao, Dan (* 1960), chinesischer Maler
- Cão, Diogo, portugiesischer Seefahrer und EntdeckerDiogo Cão

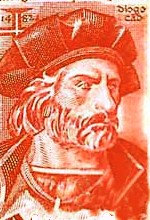
Diogo Cão

- Cao, Fang (231–274), dritter Kaiser der Wei-Dynastie
- Cao, Fei (* 1978), chinesische Künstlerin
- Cao, Gangchuan (* 1935), chinesischer General, Politiker in der Volksrepublik China
- Cao, Guifeng (* 1960), chinesische Eisschnellläuferin
- Cao, Haibo (* 1985), chinesischer Bürgerrechtler
- Cao, Hong (169–233), chinesischer General unter Cao Cao
- Cao, Hongwei (* 1993), chinesischer Automobilrennfahrer
- Cao, Huaidong (* 1959), chinesischer Mathematiker
- Cao, Jie († 260), chinesische Kaiserin der Han-Dynastie
- Cao, Joseph (* 1967), US-amerikanischer Politiker und Jurist
- Cao, Jun (* 1966), chinesischer Maler
- Cao, Jun (* 1972), chinesischer Physiker und Hochschullehrer
- Cao, Kefei (* 1964), chinesische Theaterregisseurin, Autorin und Übersetzerin
- Cao, Kun (1862–1938), chinesischer Kriegsherr und Präsident
- Cao, Lei (* 1983), chinesische Gewichtheberin
- Cao, Mao (241–260), Kaiser der Wei-Dynastie
- Cao, Ningning (* 1987), chinesischer Behindertensportler im Tischtennis
- Cao, Pi (187–226), Kaiser der Wei-DynastieCao Pi (187–226)

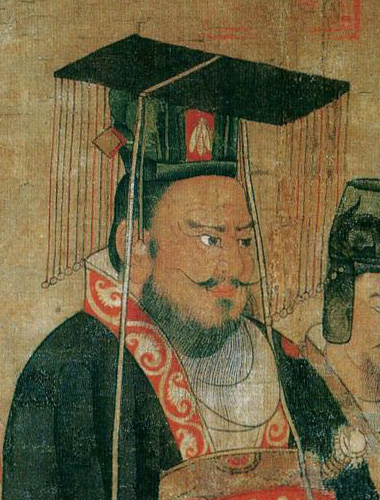
Cao Pi (187–226)

- Cao, Pierre (* 1937), luxemburgischer Musiker, Dirigent und Komponist
- Cao, Qingze (1932–2015), chinesischer Politiker (Volksrepublik China), Minister für Disziplinaraufsicht
- Cao, Ren (168–223), General der Wei-Dynastie
- Cao, Rui (205–239), Kaiser der Wei-Dynastie
- Cao, Rui (* 1986), französisch-chinesischer Pokerspieler
- Cao, Rulin (1877–1966), chinesischer Politiker
- Cao, Sang (* 1973), vietnamesischer Schachspieler
- Cao, Shen († 190 v. Chr.), Politiker der chinesischen Han-Dynastie
- Cao, Shuang († 249), Regent des dritten Wei-Kaisers Cao Fang
- Cao, Shuo (* 1991), chinesischer Dreispringer
- Cao, Shuting (* 2000), chinesische Volleyball- und Beachvolleyballspielerin
- Cao, Siqi (* 1999), chinesische Tennisspielerin
- Cao, Song († 193), Vater des Warlords Cao Cao
- Cao, Teng, Eunuch der Han-Dynastie
- Cao, Thuy-Anh (* 1988), deutsche Schauspielerin
- Cao, Wenxuan (* 1954), chinesischer Romanautor
- Cao, Xi († 249), Politiker der Wei-Dynastie
- Cáo, Xìng († 198), chinesischer General
- Cao, Xinlong (* 1981), chinesischer Snookerspieler
- Cao, Xiong (195–220), Sohn des chinesischen Warlords Cao Cao
- Cao, Xiu († 228), chinesischer General der Wei-Dynastie
- Cao, Xueqin († 1763), chinesischer Autor
- Cao, Xuetao (* 1964), chinesischer Immunologe und seit Januar 2018 Präsident der Nankai-Universität
- Cao, Yajing (* 2002), chinesische Tennisspielerin
- Cao, Yan, General der Wei-Dynastie
- Cao, Yanhua (* 1962), chinesische Tischtennisspielerin
- Cao, Yi (* 1982), chinesischer Fußballassistenzschiedsrichter
- Cao, Yu (1910–1996), chinesischer Schriftsteller
- Cao, Yuan (* 1995), chinesischer Wasserspringer
- Cao, Yupeng (* 1990), chinesischer Snookerspieler
- Cao, Zhang (189–223), General unter Cao Cao
- Cao, Zhongrong (* 1981), chinesischer Pentathlet
- Caoili, Arianne (1986–2020), australische SchachspielerinArianne Caoili (1986–2020)

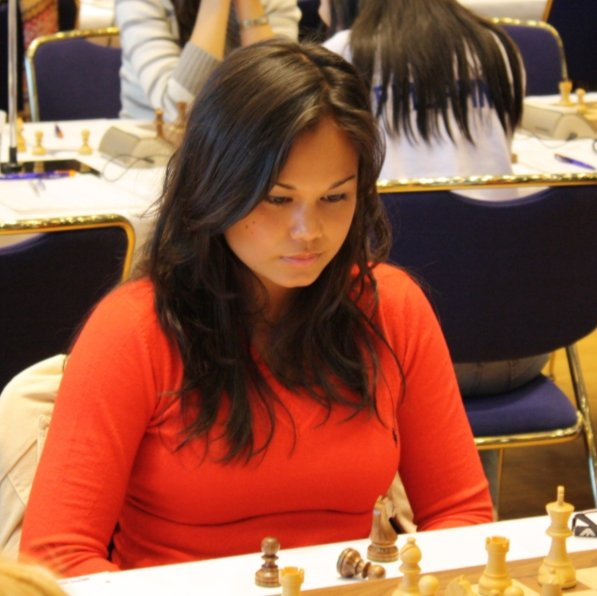
Arianne Caoili (1986–2020)

- Caoki, Gino (* 2004), französisch-italienischer Fußballspieler
- Caouette, Jonathan (* 1972), US-amerikanischer Filmemacher
- Caoursin, Guillaume († 1501), Autor, Chronist, Diplomat
- Caoursin-Meister, Künstler und Kunsthandwerker, der Holzschnitte für Texte von Guillaume Caoursin schuf.

### Cap
- Čap, Andreas (* 1965), österreichischer Mathematiker
- Cap, Andrew Noah (* 1969), südafrikanischer Komponist und Trompeter
- Cap, Constant (1842–1915), belgischer Genremaler und Radierer
- Cap, Etienne (* 1942), belgischer Jazz- und Unterhaltungsmusiker (Trompete)
- Cap, Ferdinand (1924–2016), österreichischer Physiker
- Čáp, František (1913–1972), tschechischer Regisseur
- Cap, Friedlinde (* 1924), österreichische Science-Fiction-Autorin und Übersetzerin
- Cap, Josef (* 1952), österreichischer Politiker (SPÖ), Abgeordneter zum Nationalrat
- Cap, Otto (1901–1977), österreichischer Radrennfahrer
- Cap, Vladislao (1934–1982), argentinischer Fußballspieler
- Čáp, Vladislav (1926–2001), tschechoslowakischer Eiskunstläufer, Schiedsrichter, Elektrotechniker und Lichtkünstler

#### Capa
- Capa, Ander (* 1992), spanischer Fußballspieler
- Capa, Cornell (1918–2008), ungarisch-US-amerikanischer Fotograf
- Çapa, Fuat (* 1968), türkischer Fußballtrainer
- Capa, Robert (1913–1954), US-amerikanischer Fotograf ungarischer HerkunftRobert Capa (1913–1954)

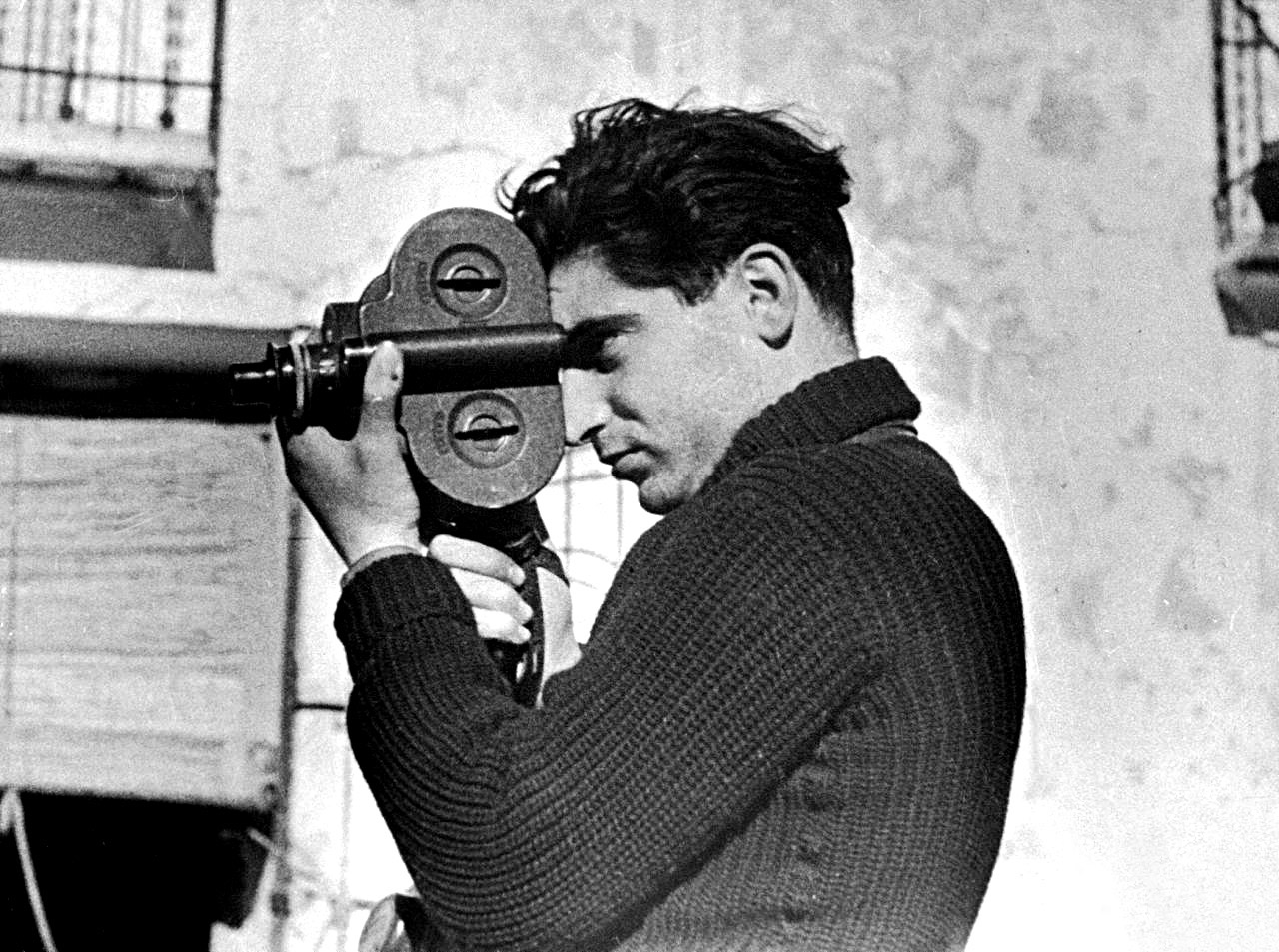
Robert Capa (1913–1954)

- Capablanca, José Raúl (1888–1942), kubanischer Schachspieler und Schachweltmeister
- Cápac Yupanqui, fünfter Inka-Herrscher
- Cápac Yupanqui, Inka-Heerführer
- Capacci, Carlo (* 1963), italienischer Kommunalpolitiker (Freie Wähler), Oberbürgermeister von Imperia
- Capaccini, Francesco (1784–1845), römischer Kurienkardinal
- Capacetti, Emilio (1895–1983), puerto-ricanischer Sänger
- Capadrutt, Reto (1912–1939), Schweizer Bobfahrer
- Capai, Eliza (* 1979), brasilianische Filmregisseurin, Drehbuchautorin, Kamerafrau, und Journalistin
- Čapaitė, Jūratė Agota, litauische Ballettmeisterin und Professorin
- Çapak, Can (* 1985), türkischer Dreibandspieler und Europameister
- Capaldi, Francesca (* 2004), US-amerikanische Schauspielerin
- Capaldi, Jim (1944–2005), britischer Rockmusiker
- Capaldi, Lewis (* 1996), schottischer Sänger und SongtexterLewis Capaldi (* 1996)

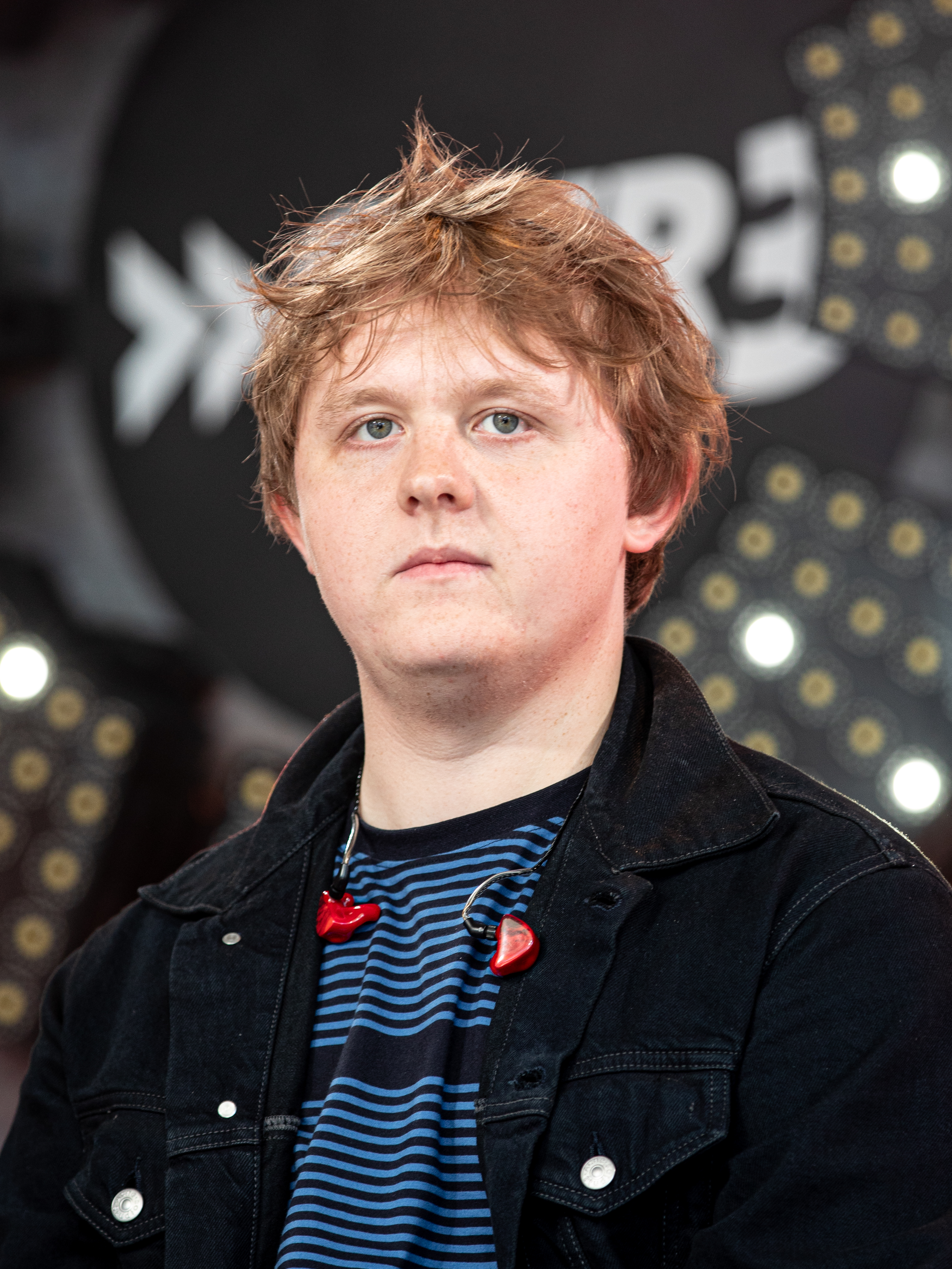
Lewis Capaldi (* 1996)

- Capaldi, Peter (* 1958), schottischer Schauspieler und Regisseur
- Capaldo, Nicolás (* 1998), argentinischer Fußballspieler
- Capalik, Kristian (* 1978), bosnisch-US-amerikanischer Tennisspieler und Schauspieler
- Çapaliku, Stefan (* 1965), albanischer Schriftsteller und Literaturwissenschaftler
- Capalini, Libor (* 1973), tschechischer Pentathlet
- Capalla, Fernando (1934–2024), philippinischer Geistlicher, römisch-katholischer Erzbischof von Davao
- Capalti, Annibale (1811–1877), Kardinal der Römischen Kirche
- Capanna, Omero (1942–2003), italienischer Kleindarsteller, Schauspieler und Stuntman
- Capanna, Puccio, italienischer Maler
- Çapar, Ercan (* 1990), türkischer Fußballspieler
- Çapar, Mithat (* 1979), deutscher Politiker (SPD)
- Çapar, Oğuzhan (* 1996), türkischer Fußballspieler
- Caparezza (* 1973), italienischer Hip-Hop-MusikerCaparezza (* 1973)

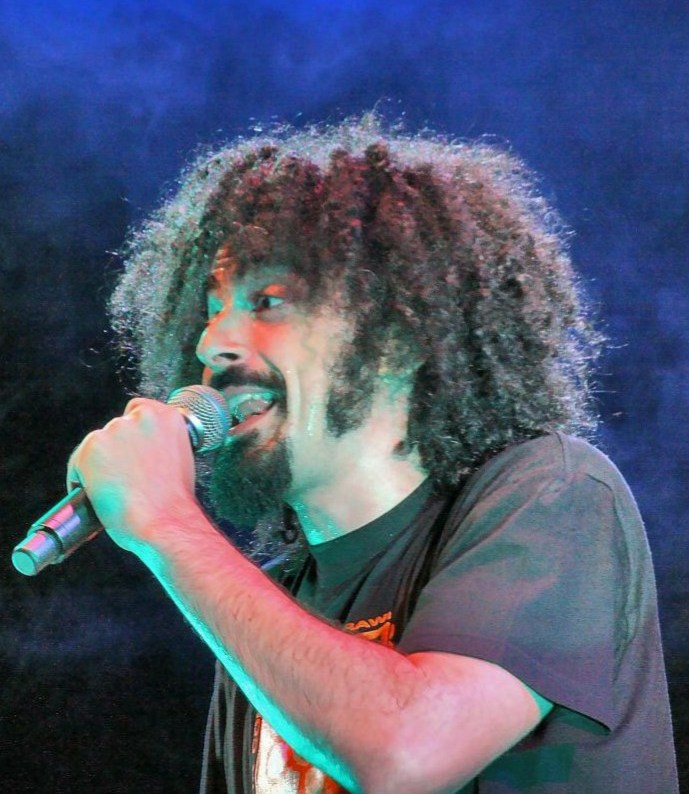
Caparezza (* 1973)

- Caparrini, Simona (* 1972), italienische Film- und Fernsehschauspielerin
- Caparros, Alain (* 1956), deutscher Manager
- Caparrós, Joaquín (* 1955), spanischer Fußballtrainer
- Caparrós, Martín (* 1957), argentinischer Journalist und Schriftsteller
- Capart, Jean (1877–1947), belgischer Ägyptologe
- Capasso, Aldo (1909–1997), italienischer Dichter und Literaturkritiker, Romanist und Italianist
- Capasso, Federico (* 1949), italienisch-US-amerikanischer Physiker
- Capasso, Mario (1951–2023), italienischer Papyrologe
- Capasso, Nicola (1886–1968), italienischer römisch-katholischer Bischof
- Capasso, Rocco (* 1981), italienischer Straßenradrennfahrer
- Căpățână, Valeriu (* 1970), moldauischer Fußballnationalspieler
- Capaul, Armin (* 1951), Schweizer Bergbauer und der Initiant der Hornkuh-Initiative
- Capaun-Karlowa, Johann Hermann August (1804–1875), deutscher Beamter und Richter im Fürstentum Lippe

#### Capd
- Capdenat, Philippe (* 1934), französischer Komponist und Musikpädagoge
- Capdet, Xavier (* 1957), spanischer Schauspieler
- Capdevielle, Catherine (* 1938), französische Sprinterin
- Capdevielle, Juana (1905–1936), spanische Hochschullehrerin und Bibliothekswissenschaftlerin
- Capdevielle, Louis (1849–1905), französischer Maler
- Capdevila Barbany, Martina (* 2001), spanische Handballspielerin
- Capdevila Romero, Xavier (* 1976), andorranischer Skibergsteiger
- Capdevila, Arturo (1889–1967), argentinischer Dozent, Jurist und Schriftsteller
- Capdevila, Francesc (* 1956), spanischer Comiczeichner
- Capdevila, Joan (* 1978), spanischer Fußballspieler
- Capdevila, Mercè (* 1946), spanische Komponistin
- Capdevilla Ferrando, Antonio (1900–1962), spanischer römisch-katholischer Ordensgeistlicher, Apostolischer Vikar von San Pedro Sula
- Capdeville, Georges (1899–1991), französischer Fußballschiedsrichter
- Capdeville, Gustavo (* 1997), portugiesischer Handballspieler
- Capdeville, Jean (1912–1977), französischer Politiker (SFIO), Mitglied der Nationalversammlung
- Capdeville, Paul (* 1983), chilenischer Tennisspieler

#### Cape
- Cape, Anhel (* 1978), guinea-bissauische Mittelstreckenläuferin
- Cape, Donald (1923–2014), britischer Diplomat
- Cape, Joey (* 1966), US-amerikanischer RockmusikerJoey Cape (* 1966)

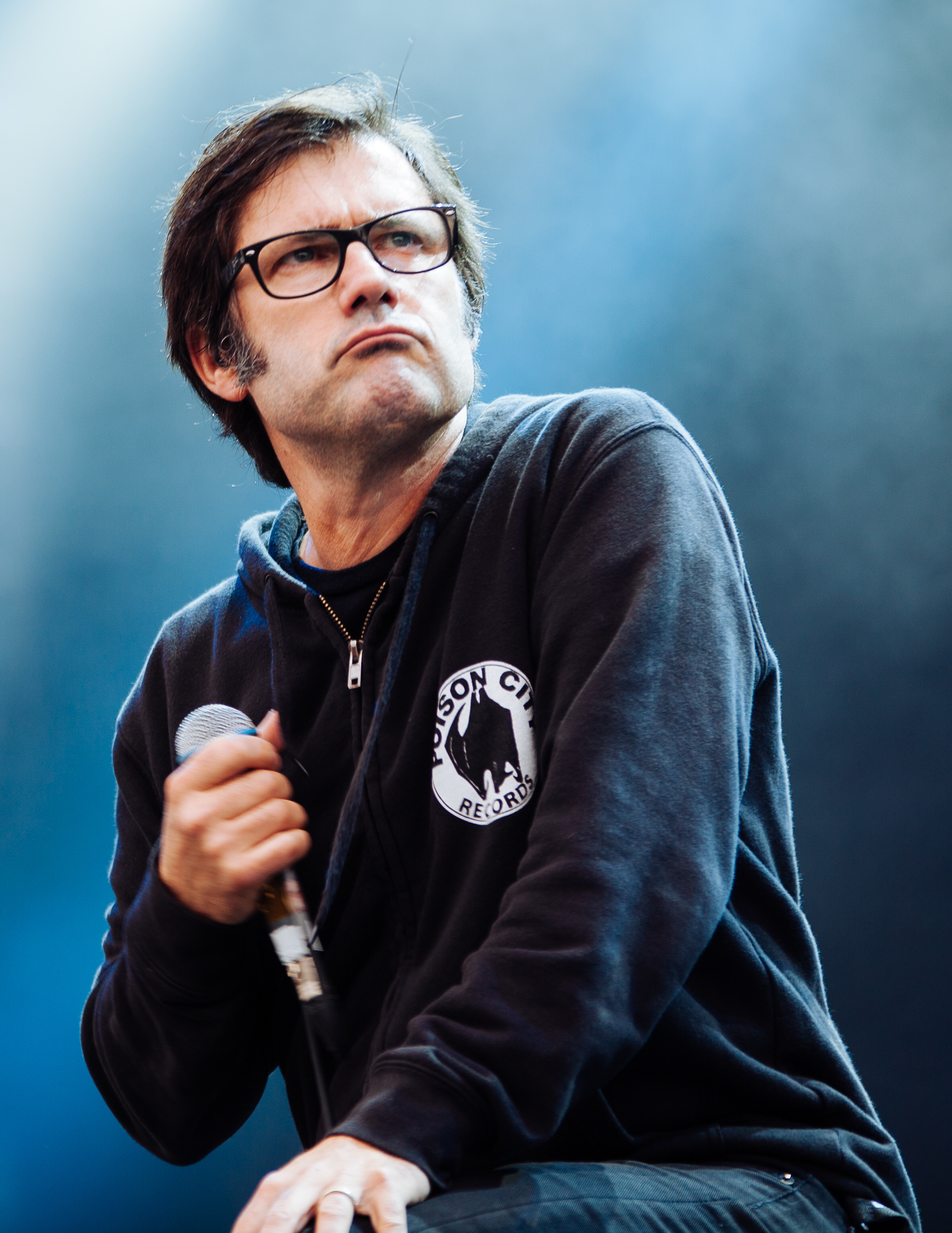
Joey Cape (* 1966)

- Cape, Safford (1906–1973), belgischer Musikwissenschaftler US-amerikanischer Herkunft
- Cape, Yves (* 1960), belgischer Fotograf und Kameramann
- Capecchi, Eros (* 1986), italienischer Radrennfahrer
- Capecchi, Mario (* 1937), amerikanischer Genetiker italienischer Herkunft
- Capece Minutolo, Antonio (1768–1838), italienischer Politiker und Schriftsteller
- Capece Minutolo, Irma (1935–2023), italienische Opernsängerin (Sopran) und Filmschauspielerin
- Capece Zurlo, Giuseppe Maria (1711–1801), italienischer Geistlicher, Erzbischof von Neapel und Kardinal
- Capece, Carlo Sigismondo (1652–1728), italienischer Librettist
- Capece, Scipione († 1551), italienischer Humanist und Jurist
- Capecelatro di Castelpagano, Alfonso (1824–1912), Kardinal
- Capehart, Homer E. (1897–1979), US-amerikanischer Politiker
- Capehart, James (1847–1921), US-amerikanischer Politiker
- Čapek ze Sán, Jan, tschechischer Anführer der Hussiten
- Čapek, František (1914–2008), tschechoslowakischer Kanute
- Capek, Franz (1860–1938), mährisch-österreichischer Orgelbauer
- Čapek, Jan, böhmischer Dichter und Priester
- Čapek, Josef (1825–1915), böhmischer Komponist
- Čapek, Josef (1887–1945), tschechischer Maler und Schriftsteller
- Čapek, Karel (1890–1938), tschechischer SchriftstellerKarel Čapek (1890–1938)

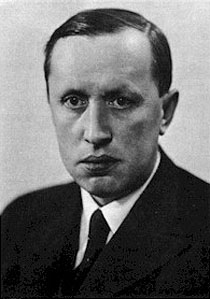
Karel Čapek (1890–1938)

- Capek, Wolfgang (* 1956), österreichischer Organist
- Čapek-Chod, Karel Matěj (1860–1927), tschechischer Journalist und Schriftsteller
- Capel, Colin, kanadischer Skispringer
- Capel, Diego (* 1988), spanischer Fußballspieler
- Capel, Jackson (* 1987), US-amerikanischer Basketballspieler
- Capel, John (* 1978), US-amerikanischer Sprinter
- Capela, Clint (* 1994), Schweizer BasketballspielerClint Capela (* 1994)

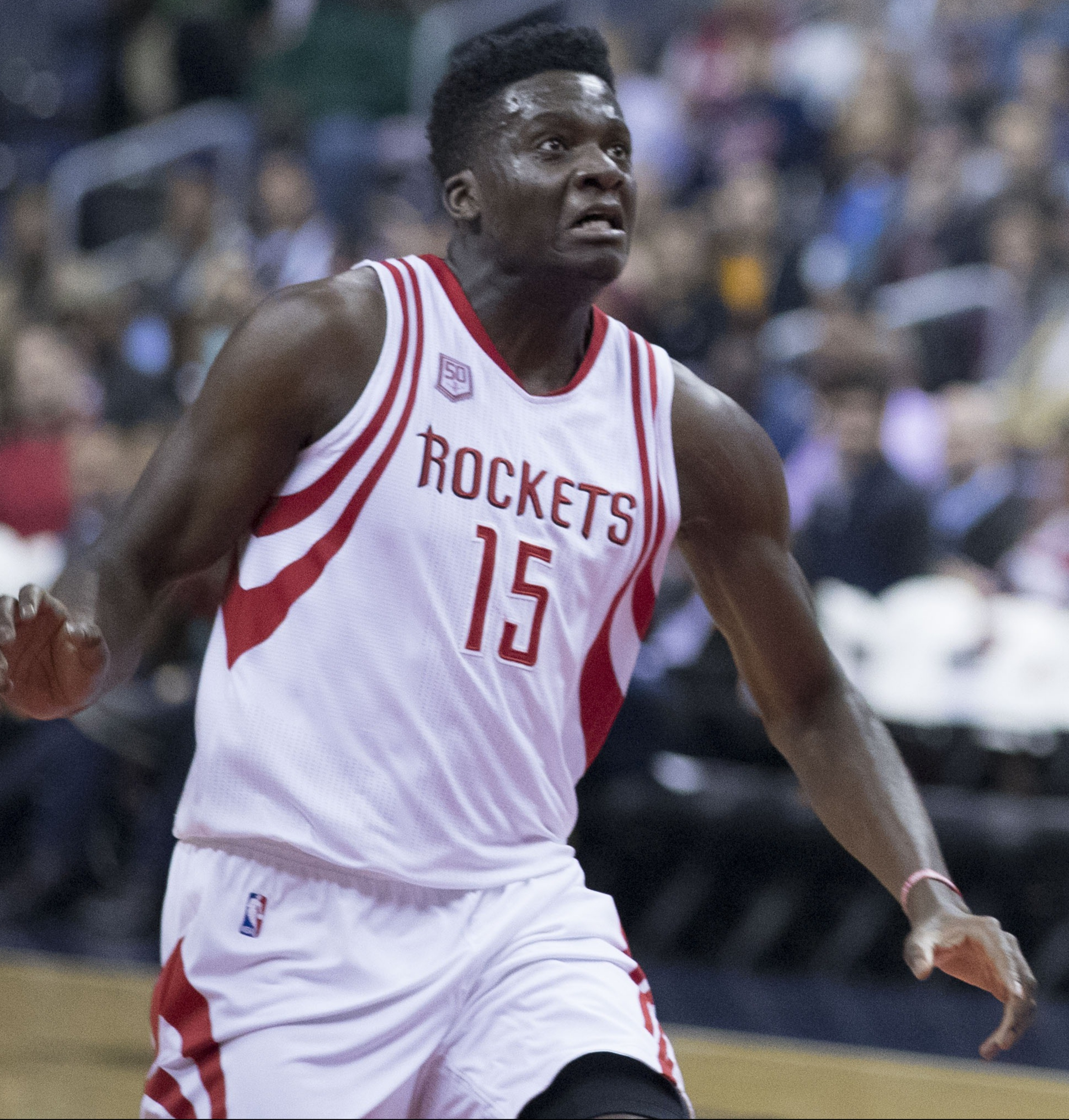
Clint Capela (* 1994)

- Capela, João (* 1974), portugiesischer Fußballschiedsrichter
- Capelari, Friedrich (1884–1950), österreichischer Maler und Xylograph
- Capèle, Jean-Claude (1953–2017), deutsch-französischer Germanist, Autor und Übersetzer
- Capeletti, Bernd (* 1950), deutscher Politiker (CDU), MdHB
- Capelianus, römischer Statthalter von Numidien
- Capelier, Auguste (1905–1977), französischer Filmarchitekt
- Capell, Arthur, 1. Baron Capell of Hadham (1604–1649), englischer Adliger, Politiker und Militär
- Capell, Barbara (* 1950), deutsche Schauspielerin
- Capell, Edward (1713–1781), englischer Shakespeare-Gelehrter
- Capell, Leonore (* 1970), deutsche Schauspielerin
- Capell, Peter (1912–1986), deutscher Synchronsprecher und Schauspieler
- Capell, Robert, 10. Earl of Essex (1920–2005), britischer Peer und Politiker
- Capell, Rudolf (1635–1684), deutscher Pädagoge, Historiker und Philologe
- Capella, Andrea (* 1978), italienischer Squashspieler
- Capella, Anthony (* 1962), englischer Roman- und Drehbuchautor
- Capella, Galeazzo Flavio (1487–1537), italienischer Schriftsteller und Staatsmann
- Capella, Martianus, römischer Enzyklopädist
- Capella, Richard de († 1127), englischer Beamter und Geistlicher, Bischof von Hereford
- Capellán, Deivy (* 1983), dominikanischer Straßenradrennfahrer
- Capellani, Albert (1874–1931), französischer Theaterschauspieler, Filmregisseur, Drehbuchautor und Produzent
- Capellas, Xavier (* 1962), spanischer Komponist
- Capelle, Ace, nauruischer Leichtathlet
- Capelle, Carl (* 1841), deutscher Lehrer und Schulbuchautor und -herausgeber
- Capelle, Carl Ludwig (* 1811), deutscher Philologe, Gymnasiallehrer, Subkonrektor und Autor
- Capelle, Christophe (* 1967), französischer Radrennfahrer
- Capelle, Eduard von (1855–1931), deutscher Admiral sowie Staatssekretär im ReichsmarineamtEduard von Capelle (1855–1931)

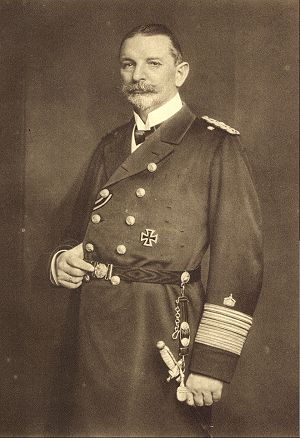
Eduard von Capelle (1855–1931)

- Capelle, Georg Eduard Adolph (1838–1905), deutscher Kaufmann
- Capelle, Ingrid (* 1940), deutsche Fernsehschauspielerin
- Capelle, Irmlind (* 1958), deutsche Musikwissenschaftlerin
- Capelle, Jean (1913–1977), belgischer Fußballspieler
- Capelle, JJ (* 1984), nauruischer Leichtathlet
- Capelle, Jobst von (1920–1998), deutscher Brigadegeneral der Bundeswehr
- Capelle, Karl-Hermann (1901–1982), deutscher Rechtswissenschaftler
- Capelle, Ludovic (* 1976), belgischer Radrennfahrer
- Capelle, Marcel (1904–1996), französischer Fußballspieler
- Capelle, Pierrick (* 1987), französischer Fußballspieler
- Capelle, Torsten (1939–2014), deutscher Ur- und Frühgeschichtler
- Capelle, Wilhelm (1871–1961), deutscher Klassischer Philologe
- Capelle, Wilhelm Eberhard (1785–1822), deutscher Kaufmann sowie Königlich Hannoverscher Hofmaterialist
- Capellen, Alexander van der († 1656), niederländischer Politiker
- Capellen, Dick van der (1919–2011), niederländischer Jazzmusiker (Bass, Komposition)
- Capellen, Georg (1869–1934), deutscher Komponist und Musikwissenschaftler
- Capellen, Godert Alexander Gerard Philip van der (1778–1848), niederländischer Staatsmann
- Capellen, Theodorus Frederik van (1762–1824), holländischer Seeoffizier
- Capeller, Elisabeth von (* 1961), Schweizer Diplomatin
- Capeller, Herbert (1907–1978), deutscher Kunstmaler und Dentist
- Capeller, Michael Wilhelm von († 1797), preußischer Oberst und Kommandant der Festung Silberberg
- Capelletti, Giovanni Francesco (1762–1831), Bischof von Fabriano-Matelica, Bischof von Ascoli Piceno, Italien
- Capelli, Adler (* 1973), italienischer Bahnradsportler
- Capelli, Alfredo (1855–1910), italienischer Mathematiker
- Capelli, Claudio (* 1986), Schweizer Kunstturner
- Capelli, Ermanno (* 1985), italienischer Radrennfahrer
- Capelli, Ivan (* 1963), italienischer Formel-1-RennfahrerIvan Capelli (* 1963)

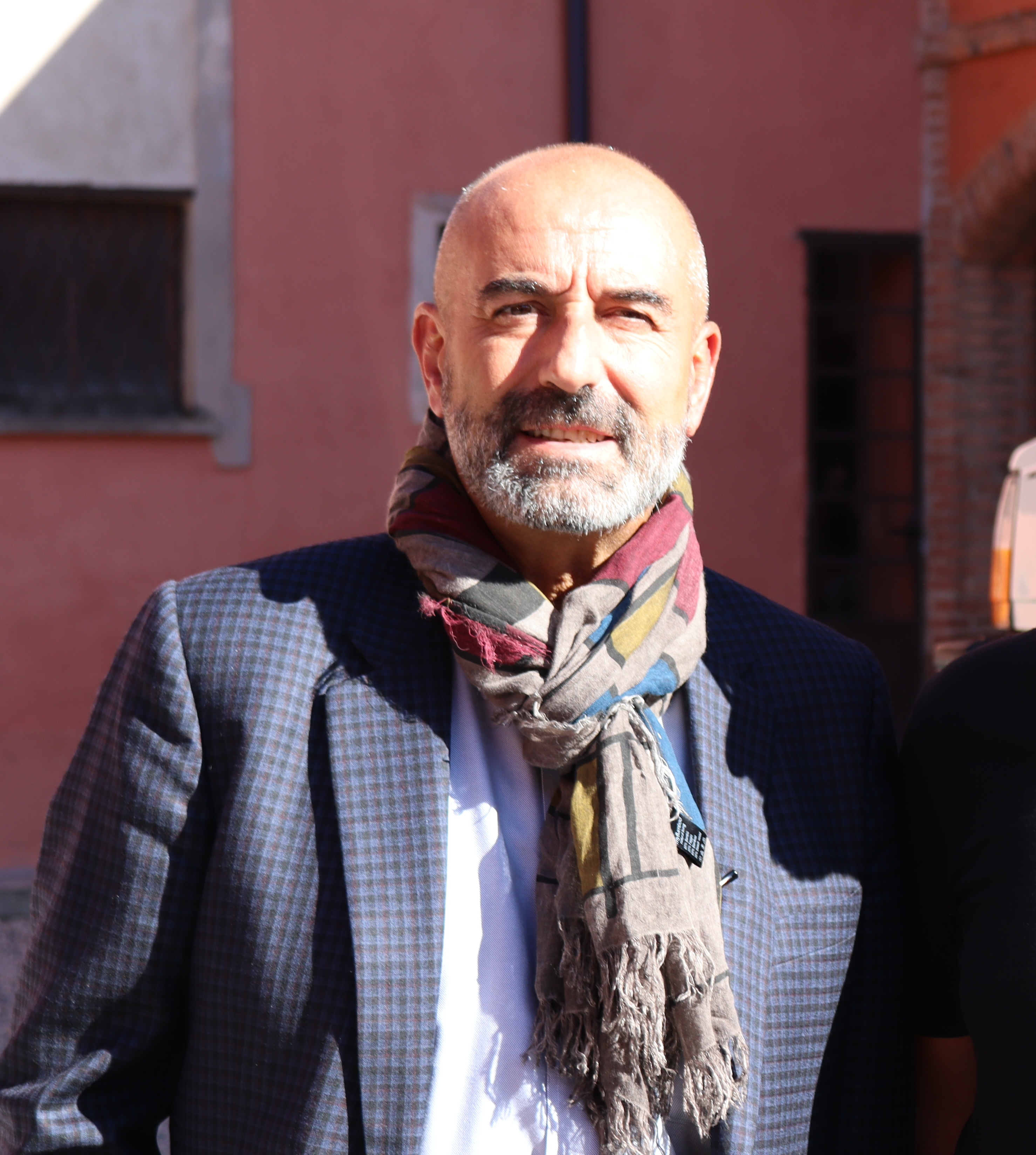
Ivan Capelli (* 1963)

- Capelli, Jesse (* 1979), kanadisches Fotomodell und Pornodarstellerin
- Capelli, Luciano (* 1947), italienischer Ordensgeistlicher und römisch-katholischer Bischof von Gizo
- Capellini, Giovanni (1833–1922), italienischer Geologe und Paläontologe
- Capellmann, Berti (1918–2012), deutsche Tischtennisspielerin
- Capellmann, Kurt (1923–1995), deutscher Unternehmer sowie Reitsportfunktionär
- Capellmann, Nadine (* 1965), deutsche Dressurreiterin
- Capellmann, Richard (1904–1972), deutscher Opern-, Operetten- und Konzertsänger
- Capellmann-Lütkemeier, Gina (* 1960), deutsche Dressurreiterin
- Capello von Wickenburg, Matthias Constantin (1797–1880), österreichischer Staatsmann
- Capello, Fabio (* 1946), italienischer Fußballspieler und -trainerFabio Capello (* 1946)

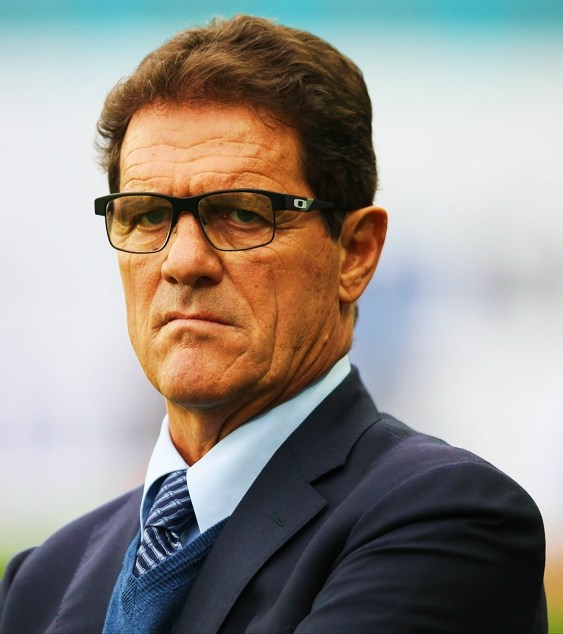
Fabio Capello (* 1946)

- Capello, Jeff (* 1964), kanadischer Eishockeyspieler
- Capello, Luigi (1859–1941), italienischer General
- Capello, Rinaldo (* 1964), italienischer Autorennfahrer
- Capelluto, Laurent (* 1971), belgischer Film- und Theaterschauspieler
- Capelo, António (* 1956), portugiesischer Schauspieler
- Capeloza Artune, Walter Leandro (* 1987), brasilianischer Fußballspieler
- Capendu, Ernest (1825–1868), französischer Schriftsteller
- Capenus, gallischer Krieger
- Capéo, Claudio (* 1985), französischer Sänger und AkkordeonistClaudio Capéo (* 1985)

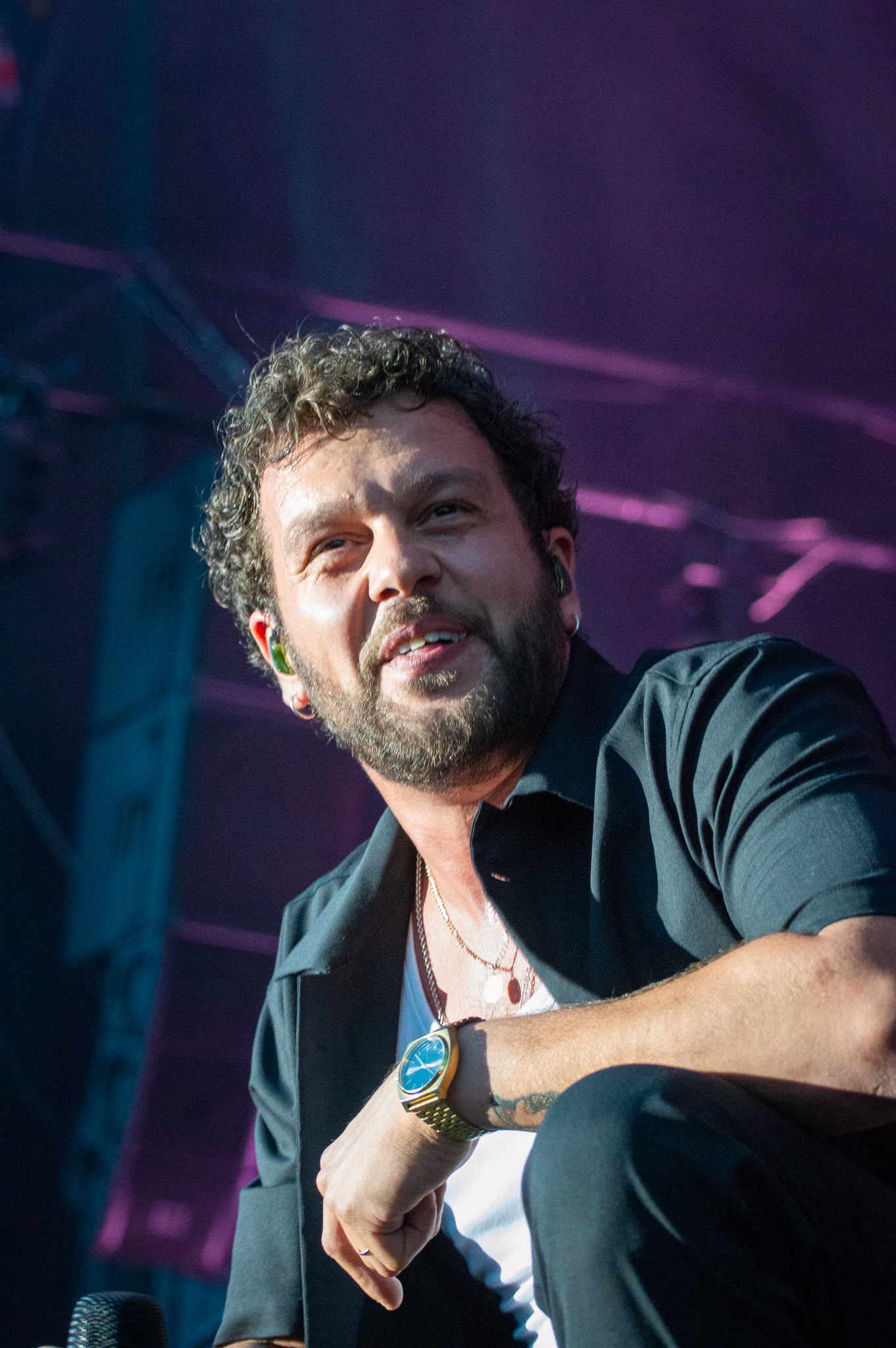
Claudio Capéo (* 1985)

- Caper, Flavius, lateinischer Grammatiker
- Caperna, Pietro (* 1978), italienischer Poolbillard- und Snookerspieler
- Capers, Dom (* 1950), amerikanischer American-Football-Trainer
- Capers, Ellison (1837–1908), General der Konföderierten Staaten im Amerikanischen Bürgerkrieg
- Capers, James (* 1961), US-amerikanischer Basketballschiedsrichter
- Capers, Virginia (1925–2004), US-amerikanische Schauspielerin und Sängerin
- Caperton, Allen T. (1810–1876), US-amerikanischer Politiker (Demokratische Partei)
- Caperton, Gaston (* 1940), US-amerikanischer Politiker
- Caperton, Hugh (1781–1847), US-amerikanischer Politiker
- Capes, Geoff (1949–2024), britischer Kugelstoßer
- Capes, Lee (* 1961), australische Hockeyspielerin
- Capes, Mark Andrew (* 1954), britischer Politiker, Gouverneur von St. Helena, Ascension und Tristan da Cunha
- Capes, Michelle (* 1966), australische Hockeyspielerin
- Capesius, Josef Franz (1853–1918), Siebenbürger Philosoph und Pädagoge
- Capesius, Roswith (1929–1984), rumäniendeutsche Ethnologin, Kunsthistorikerin, Malerin und Lyrikerin
- Capesius, Victor (1907–1985), deutscher Apotheker im KZ Auschwitz
- Capesius, Viktor (1867–1953), österreichischer Jurist
- Capet, Lucien (1873–1928), französischer klassischer Violinist, Komponist und Musikpädagoge
- Capet, Marie-Gabrielle (1761–1818), französische Malerin des Klassizismus
- Capeta, Ana (* 1997), portugiesische Fußballspielerin
- Capetanakis, Demetrios (1912–1944), griechischer Dichter, Essayist und Literaturkritiker
- Capetillo, Luisa (1879–1922), puerto-ricanische Feministin und Anarchistin
- Capette, Jean-Louis (1946–2015), französischer Autorennfahrer
- Capewell, Sophie (* 1998), britische Bahnradsportlerin
- Capey (* 1988), deutscher Musiker und Songwriter
- Capezza, Denise (* 1989), italienische SchauspielerinDenise Capezza (* 1989)

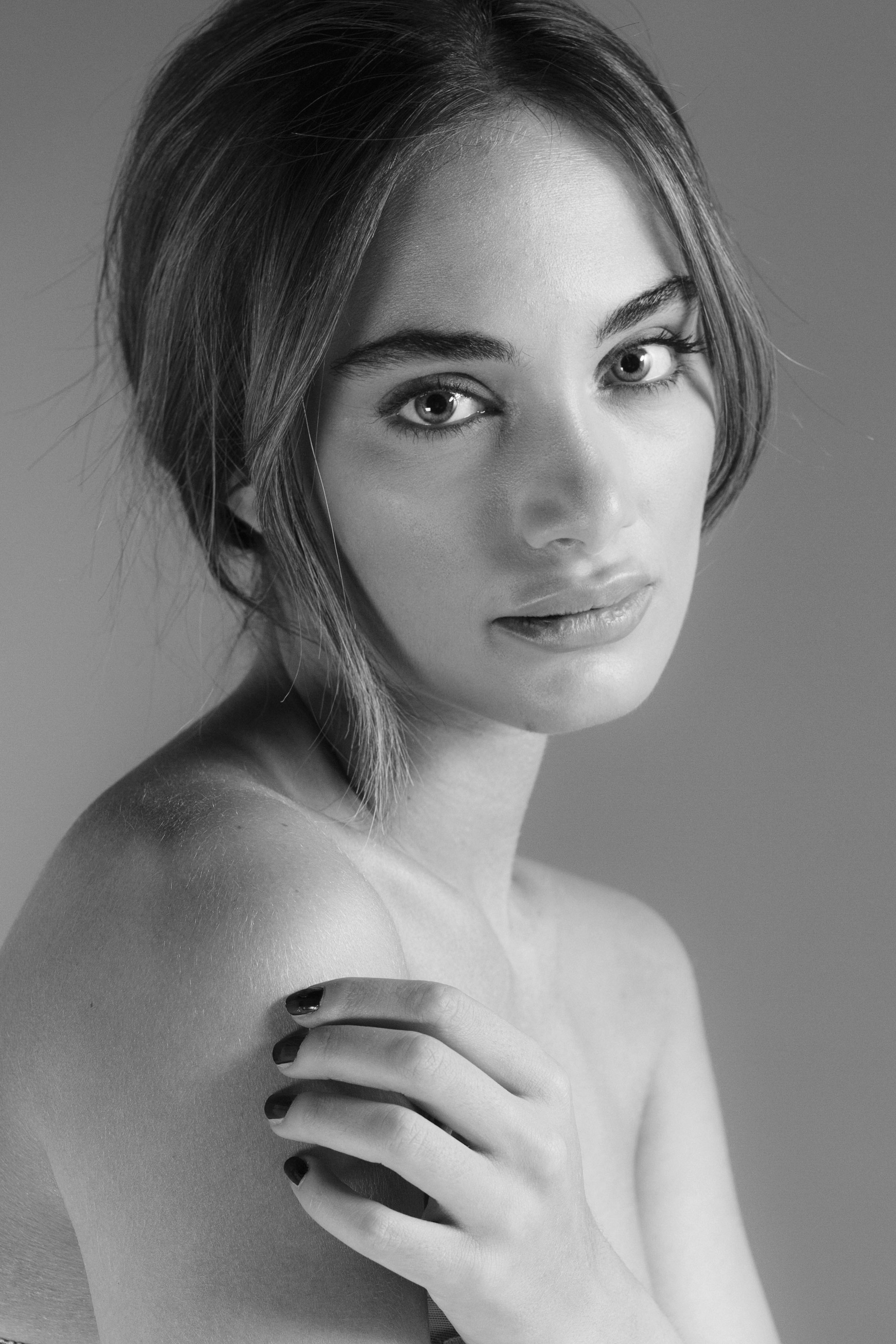
Denise Capezza (* 1989)

- Capezzone, Daniele (* 1972), italienischer Journalist und Politiker
- Capezzuto, Mario (* 1952), deutscher Politiker (SPD), MdL

#### Capg
- Capgras, Joseph (1873–1950), französischer Psychiater
- Capgrave, John (1396–1464), englischer Historiker und Theologe

#### Capi
- Capicchioni, Gian Carlo (* 1956), san-marinesischer Politiker
- Capicik, Andy (* 1973), kanadischer Freestyle-Skisportler
- Capietto, Macéo (* 2006), französischer Autorennfahrer
- Capieux, Johann Stephan (1748–1813), deutscher Illustrator hugenottischer Abstammung
- Capilano, Joseph († 1910), Häuptling der Squamish
- Capilla, Andrés († 1609), spanischer Geistlicher
- Capilla, Joaquín (1928–2010), mexikanischer Wasserspringer
- Capillaire, Vincent (* 1976), französischer Autorennfahrer
- Capillana, Herrscherin im Norden Perus zur Zeit der Konquistadoren
- Capillas, Jaime (* 2001), spanischer Eishockeyspieler
- Ćapin, Aleksandar (* 1982), serbisch-slowenischer Basketballspieler
- Capin, Onur (* 1996), deutsch-türkischer Fußballspieler
- Capio, Iseut de, okzitanische Trobairitz
- Capiot, Amaury (* 1993), belgischer Radrennfahrer
- Capiot, Johan (* 1964), belgischer Radrennfahrer
- Capirola, Vincenzo (* 1474), italienischer Komponist und Lautenist
- Capirossi, Loris (* 1973), italienischer Motorradrennfahrer
- Capistrano, Jardel (* 1989), brasilianischer Fußballspieler
- Capita (* 2002), angolanischer Fußballspieler
- Capitain, Elise (1820–1895), deutsche Opernsängerin (Sopran)
- Capitain, Johann Robert von (1824–1881), osmanischer Offizier deutscher Herkunft
- Capitaine, Emil (1861–1907), deutscher Erfinder
- Capitaine, Wilhelm (1871–1948), deutscher Theologe, Lehrer und Autor
- Capital Bra (* 1994), ukrainischer RapperCapital Bra (* 1994)

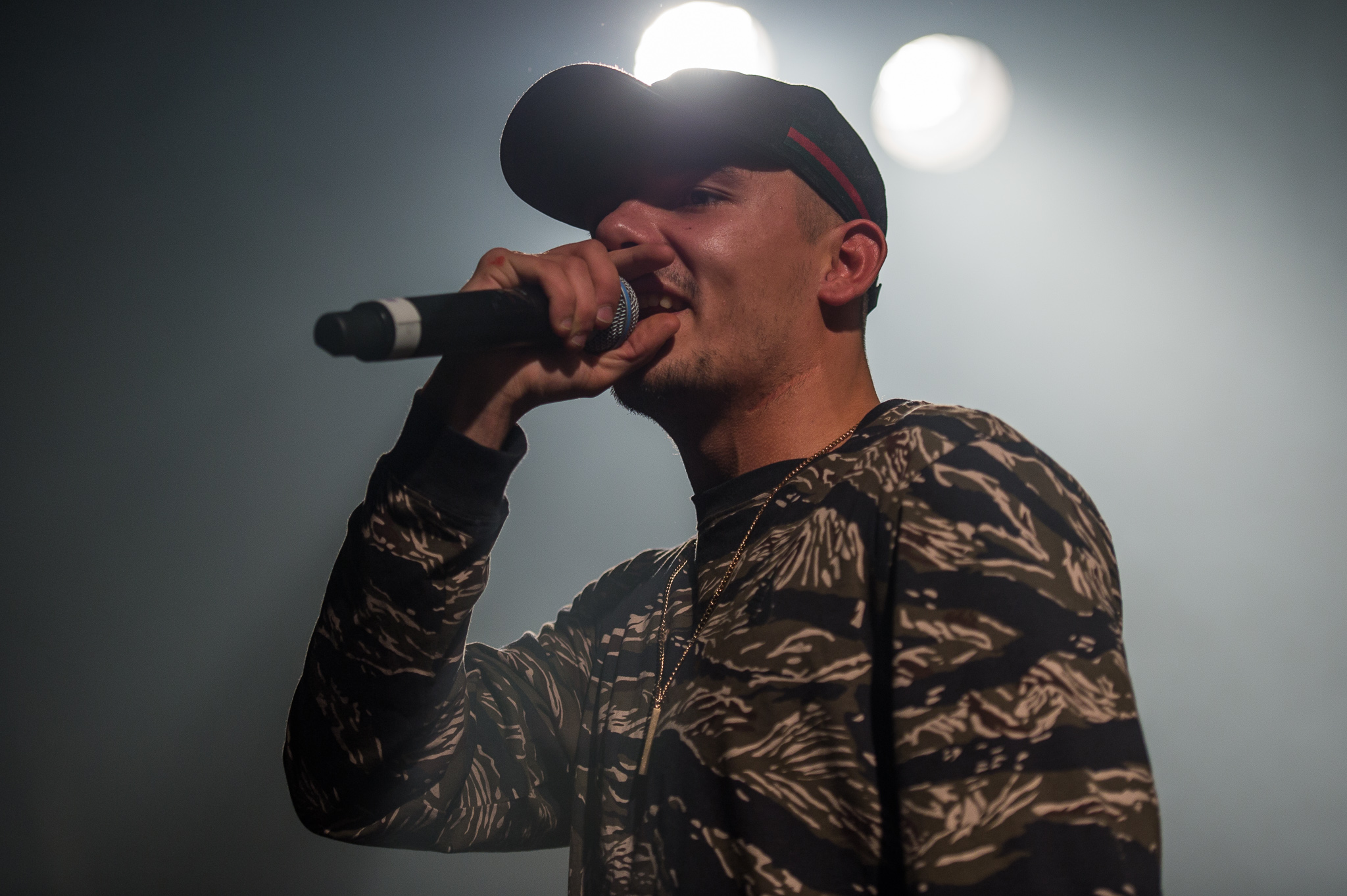
Capital Bra (* 1994)

- Capital T (* 1992), kosovarischer Rapper und Sänger
- Capitán, Jesús (* 1977), spanischer Fußballspieler
- Capitani, Giorgio (1927–2017), italienischer Film- und Fernsehregisseur sowie Drehbuchautor
- Capitani, Ovidio (1930–2012), italienischer Historiker
- Capitani, Remo (1927–2014), italienischer SchauspielerRemo Capitani (1927–2014)

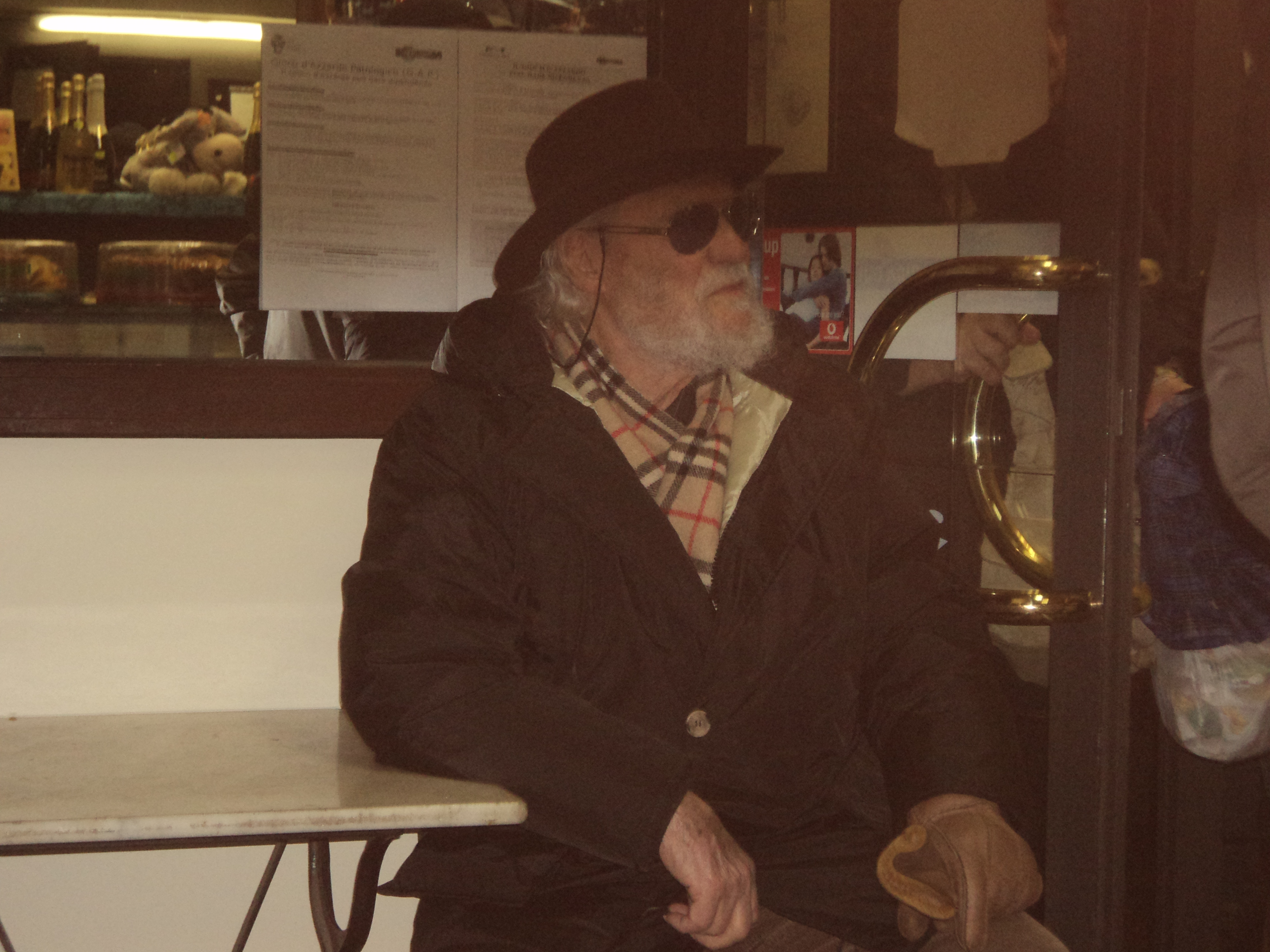
Remo Capitani (1927–2014)

- Capitani, Sabrina (* 1953), deutsche Schriftstellerin und Malerin
- Capitani, Silvio de (1925–2013), Schweizer Politiker (FDP)
- Capitanich, Jorge (* 1964), argentinischer Politiker (Partido Justicialista)
- Capitanio, Bartholomäa Maria (1807–1833), italienische Ordensfrau und Ordensgründerin
- Capitanio, Giulio (* 1952), italienischer Skilangläufer
- Capitanio, Luciano (1934–1969), italienischer Comiczeichner
- Capitanio, Rubén (* 1947), argentinischer Priester und Menschenrechtsaktivist
- Capitano, Gianluca (* 1971), italienischer Bahnradsportler und Weltmeister
- Capitant, René (1901–1970), französischer Jurist und Politiker
- Capitein, Jacobus († 1747), niederländischer calvinistischer Theologe und Missionar in Ghana
- Capitelli, Anna-Doris (* 1991), deutsch-italienische Opern- und Konzertsängerin
- Capiti, Carmen (* 1988), Schweizer Schriftstellerin
- Capitini, Aldo (1899–1968), italienischer Philosoph, Antifaschist und Pazifist
- Capito, Jost (* 1958), deutscher Automobil-ManagerJost Capito (* 1958)

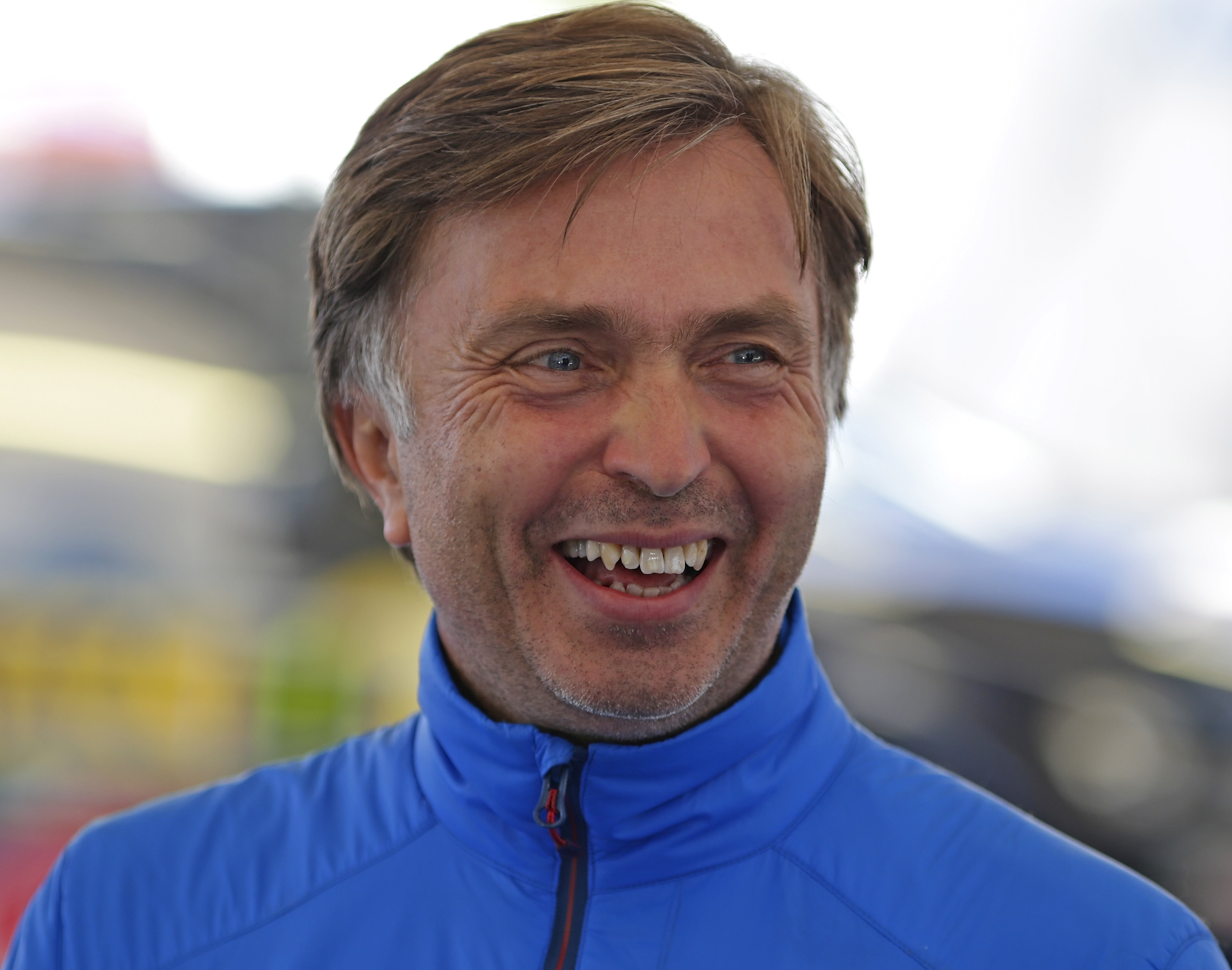
Jost Capito (* 1958)

- Capito, Karl-Friedrich (1931–2002), deutscher Rallye-Raid-Fahrer
- Capito, Shelley Moore (* 1953), US-amerikanische Politikerin
- Capito, Wolfgang (1478–1541), Straßburger Reformator
- Capitoni, Roberto (* 1962), deutsch-italienischer Comedian
- Capitonius Priscus, römischer Offizier (Kaiserzeit)
- Capizucchi, Gianantonio (1515–1569), italienischer Geistlicher, Kardinal der katholischen Kirche
- Capizucchi, Raimondo (1615–1691), italienischer Dominikaner und Kardinal
- Capizzi, Ignazio (1708–1783), italienischer römisch-katholischer Geistlicher

#### Capk
- Capkekz (* 1979), marokkanisch-deutscher Rapper
- Čapková, Helena (1886–1961), tschechische Schriftstellerin
- Čapková, Kateřina (* 1973), tschechische Historikerin und Hochschullehrerin
- Čapková, Tereza (* 1987), tschechische Mittelstreckenläuferin
- Čapková, Zuzana (* 1975), tschechische Schauspielerin
- Čapkovič, Ján (* 1948), slowakischer Fußballspieler
- Čapkovič, Jozef (* 1948), tschechoslowakischer Fußballspieler
- Čapkovič, Kamil (* 1986), slowakischer Tennisspieler

#### Capl
- Capla, Boris (* 1962), tschechoslowakischer bzw. slowakischer Eishockeyspieler, -Trainer und Geschäftsleiter
- Čapla, Ján (* 1957), emeritierter Superior von Baku
- Čapla, Jozef (1938–2023), tschechoslowakischer Eishockeyspieler und -trainer
- Caplain, Maurice, französischer Ruderer
- Caplan, Arthur (* 1950), US-amerikanischer Bioethiker und Hochschullehrer
- Caplan, Bryan (* 1971), US-amerikanischer Ökonom
- Caplan, Harry (1896–1980), US-amerikanischer Klassischer Philologe
- Caplan, Jane (* 1945), britische Historikerin
- Caplan, Lizzy (* 1982), US-amerikanische SchauspielerinLizzy Caplan (* 1982)

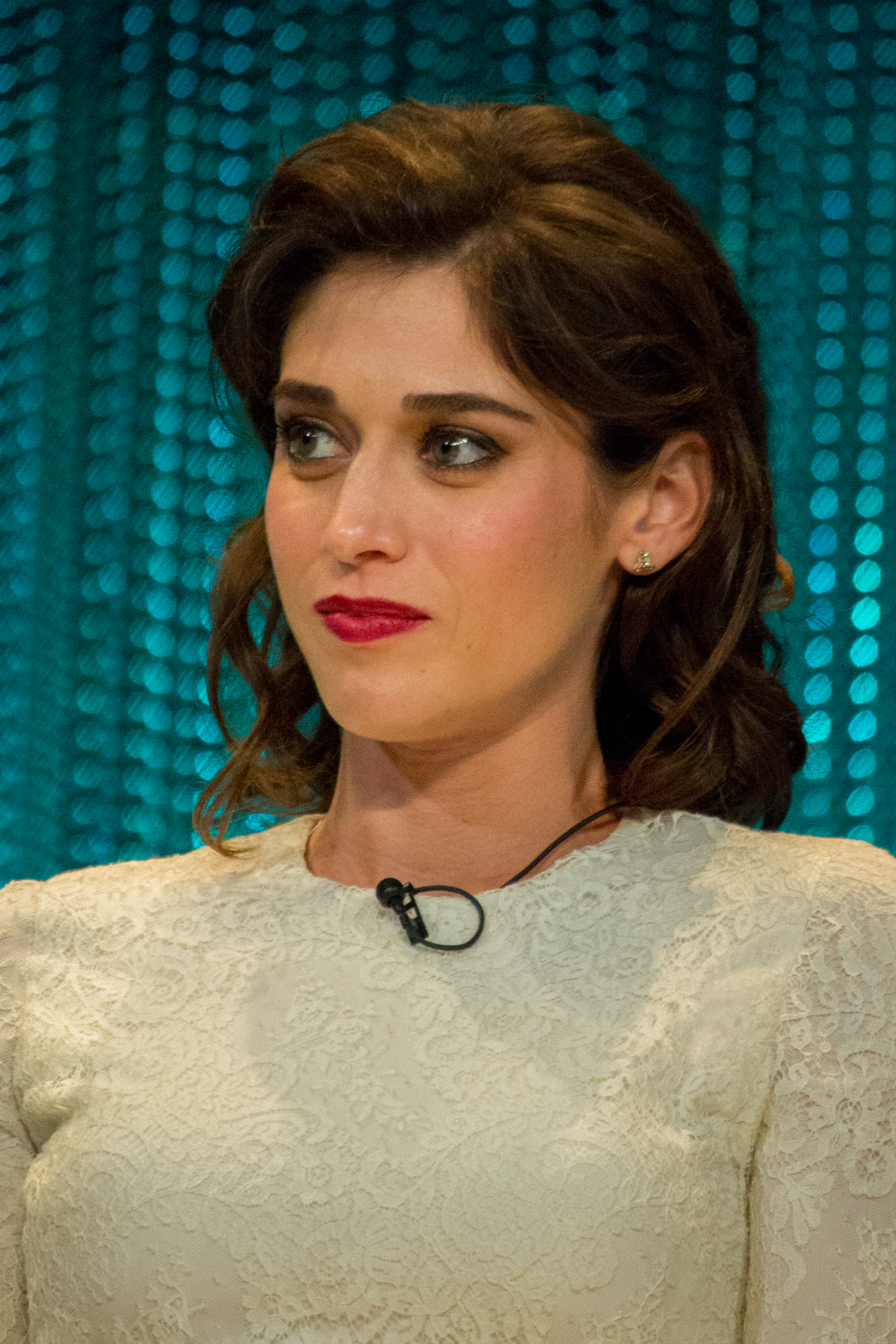
Lizzy Caplan (* 1982)

- Caplan, Michael (* 1953), britischer Kronanwalt (QC) und Teilzeitrichter (Recorder) an der Crown Court
- Caplan, Nathan (* 1930), US-amerikanischer Psychologe
- Caplan, Ted, US-amerikanischer Geräuschemacher, Toningenieur und Autor
- Caplan, Twink (* 1947), US-amerikanische Schauspielerin und Komikerin
- Caple, Steven Jr. (* 1988), US-amerikanischer Regisseur, Filmproduzent und Drehbuchautor
- Capler von Oedheim genannt Bautz, Dietrich (1876–1967), württembergischer Major
- Capler von Oedheim genannt Bautz, Hans Wolfgang (1870–1917), württembergischer Oberstleutnant und Flügeladjutant des württembergischen Königs
- Capler von Oedheim genannt Bautz, Heinrich (1835–1914), württembergischer Gutsbesitzer und Politiker
- Caplet, André (1878–1925), französischer Komponist und Dirigent
- Capleton (* 1967), jamaikanischer Dancehall- und Reggae-MusikerCapleton (* 1967)

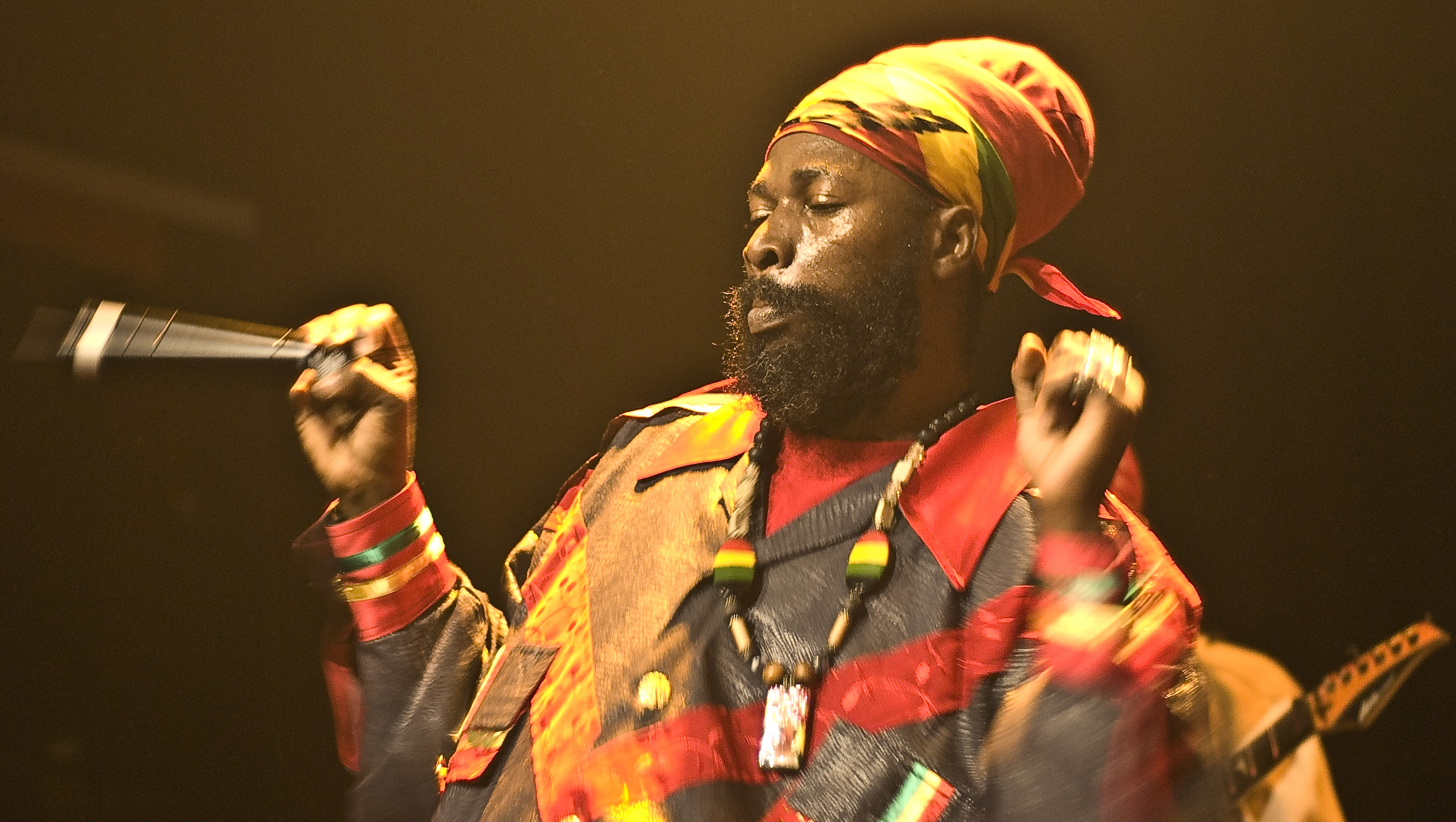
Capleton (* 1967)

- Capliers, Caspar Zdenko von (1611–1686), Freiherr von Sulewitz, k. k. Feldmarschall, Vizepräsident des Hofkriegsrates, Verteidiger von Wien
- Čaplikas, Algis (* 1962), litauischer Politiker und Ingenieur
- Caplin, Arnold S. (1929–2009), US-amerikanischer Musikproduzent
- Caplin, Elliot (1913–2000), US-amerikanischer Comicautor
- Caplin, Julie, englische Schriftstellerin
- Caplin, Roxey Ann (1793–1888), englische Korsettmacherin, Erfinderin und Autorin
- Capling, Ann (* 1959), kanadische Politikwissenschaftlerin
- Čaplinskas, Saulius (* 1959), litauischer Politiker
- Capllonch i Rotger, Miquel (1861–1935), spanischer Komponist und Pianist
- Čaplovič, Dušan (1946–2025), slowakischer Politiker, Mitglied des Nationalrats

#### Capm
- Capmany Casamitjana, José (1920–1995), spanischer Geistlicher
- Capmany, Antonio de (1742–1813), katalanisch-spanischer Politiker, Historiker, Romanist, Hispanist, Katalanist und Lexikograf
- Capmany, Maria Aurèlia (1918–1991), spanische Romanistin, Dramatikerin und Essayistin
- Capmartin, Pierre-Firmin (1855–1914), französischer Geistlicher und römisch-katholischer Bischof von Oran

#### Capo
- Capo (* 1991), deutscher RapperCapo (* 1991)

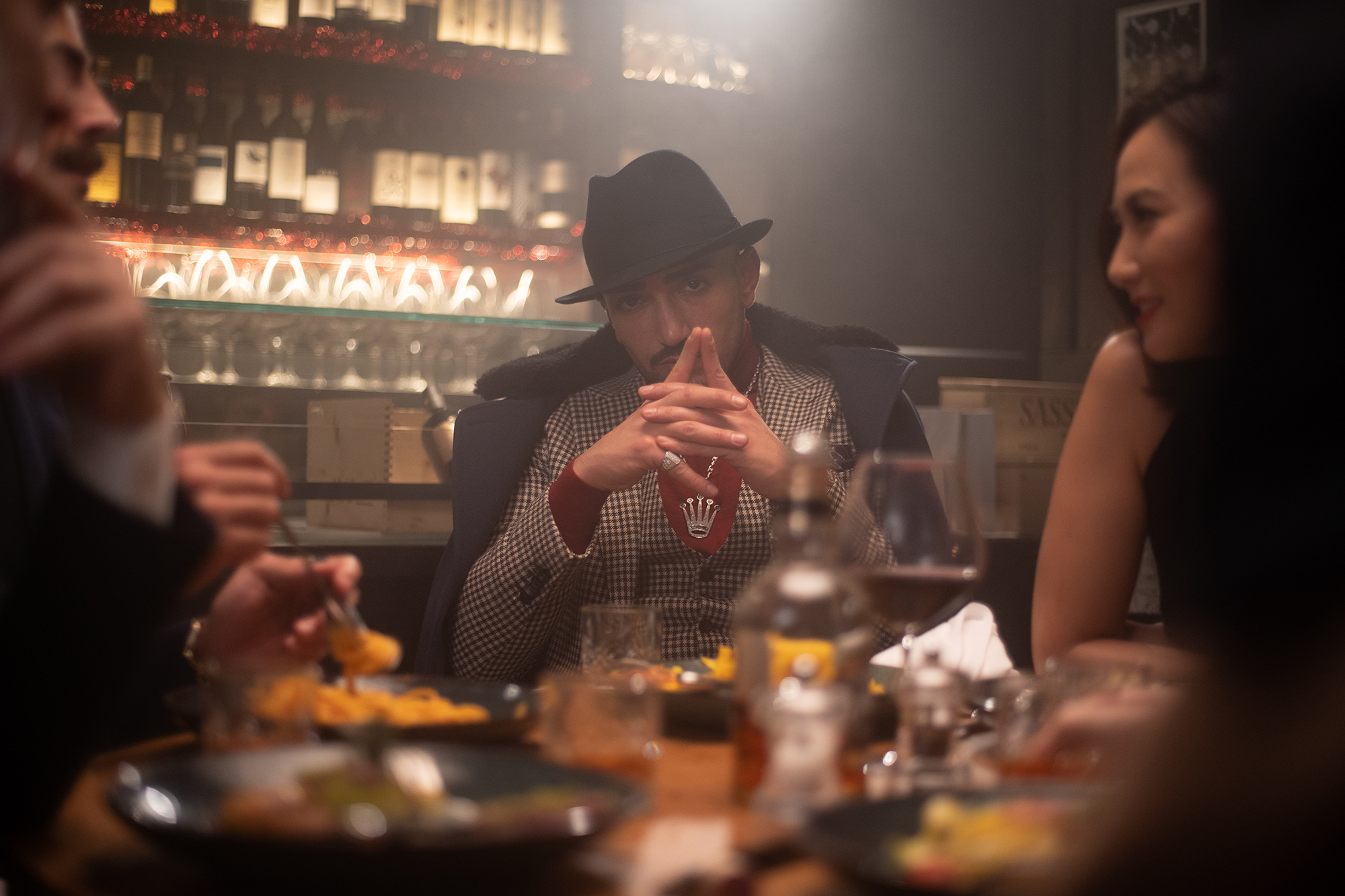
Capo (* 1991)

- Capo Plaza (* 1998), italienischer Rapper
- Capo, Armando (* 1932), argentinischer Schauspieler
- Capó, Bernardo (1919–2000), spanischer Radrennfahrer
- Capó, Bobby (1922–1989), puerto-ricanischer Sänger und Komponist
- Capó, Pedro (* 1980), puerto-ricanischer Sänger
- Capo, Rene (1961–2009), US-amerikanischer Judoka
- Capo, Sotir (1934–2012), albanischer Maler
- Capobianchi, Maria Rosaria (* 1953), italienische Biologin
- Capobianco, Andrew (* 1999), US-amerikanischer Wasserspringer
- Capobianco, Carmine (* 1958), US-amerikanischer Schauspieler und Drehbuchautor
- Capobianco, Dean (* 1970), australischer Leichtathlet
- Capobianco, Jim (* 1969), US-amerikanischer Animator und Drehbuchautor
- Capobianco, Pier Antonio (1619–1689), italienischer römisch-katholischer Bischof
- Capocasali, Antônio Carlos (* 1993), brasilianischer Fußballspieler
- Capocchiano, Berardino (* 1965), italienischer Fußballspieler
- Capocci, Filippo (1840–1911), italienischer Organist und Komponist
- Capocci, Gaetano (1811–1898), italienischer Kirchenmusiker, Organist und Komponist
- Capocci, Nicola († 1368), Kardinal der Römischen Kirche
- Capocci, Pietro († 1259), italienischer Kardinal
- Capodaglio, Anna (1879–1961), italienische Schauspielerin

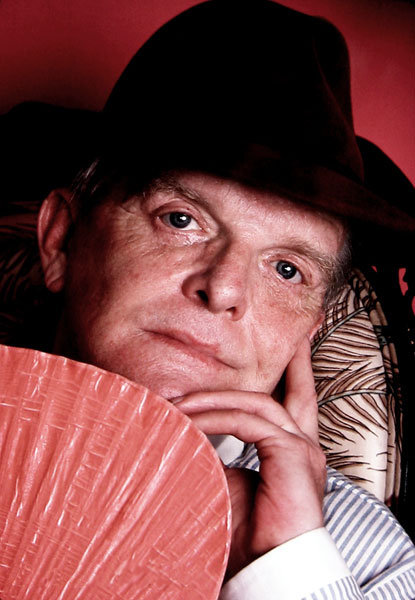
Truman Capote (1924–1984)

- Capodaglio, Wanda (1889–1980), italienische Schauspielerin
- Capodice, John (1941–2024), US-amerikanischer Schauspieler
- Capogna, Lavinia, italienische Filmschaffende
- Capogna, Sergio (1926–1977), italienischer Filmregisseur und Drehbuchautor
- Capogrossi, Giuseppe (1900–1972), italienischer Maler und Grafiker
- Capogrosso, Nicolás (* 1995), argentinischer Beachvolleyballspieler
- Capogrosso, Tomas (* 2002), argentinischer Volleyball- und Beachvolleyballspieler
- Capol, Jürg (* 1965), Schweizer Skilangläufer und FIS-Rennlaufdirektor
- Capolicchio, Lino (1943–2022), italienischer Schauspieler
- Capolicchio, Lydia (* 1964), schwedische Journalistin und Moderatorin
- Capolino, Edoardo (1909–1985), italienischer Filmregisseur
- Capomolla, Stephanie (* 1991), italienisch-schweizerische Fußballspielerin
- Capon, Armand (1894–1945), belgischer römisch-katholischer Geistlicher und Märtyrer
- Capon, Jean-Charles (1936–2011), französischer Jazzcellist
- Capón, José Luis (1948–2020), spanischer Fußballspieler
- Capon, Paul (1912–1969), britischer Schriftsteller
- Capone (* 1972), brasilianischer Fußballspieler
- Capone, Al (1899–1947), US-amerikanischer GangsterbossAl Capone (1899–1947)

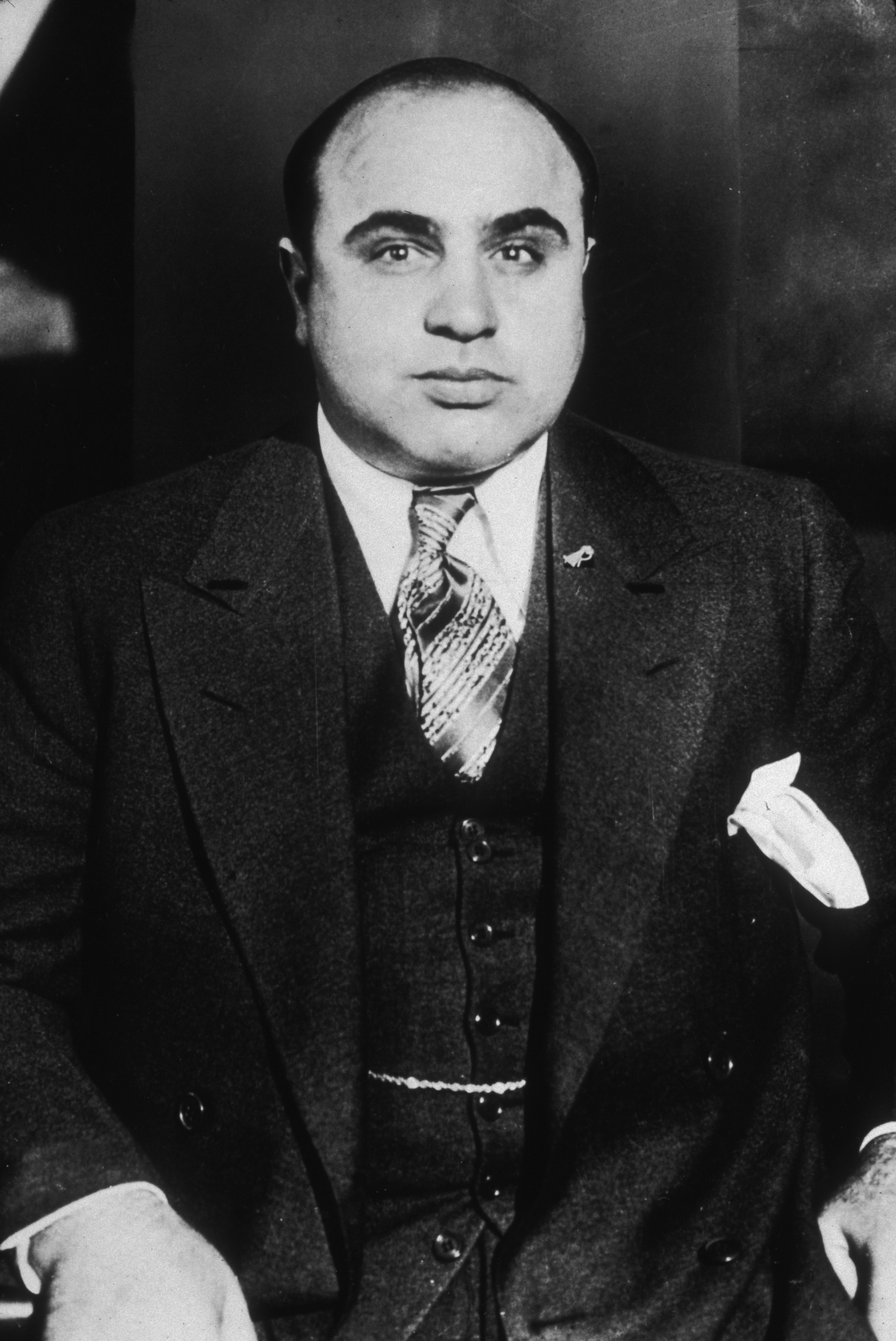
Al Capone (1899–1947)

- Capone, Alessandro (* 1955), italienischer Regisseur und Drehbuchautor
- Capone, Andrea (* 1981), italienischer Fußballspieler
- Capone, Frank (1895–1924), italienisch-amerikanischer Mobster
- Capone, James Vincenzo (1892–1952), US-amerikanischer Mobster
- Capone, Louis (1896–1944), US-amerikanischer Gangster in New York CityLouis Capone (1896–1944)

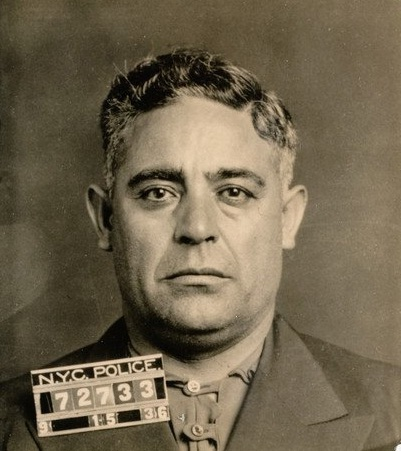
Louis Capone (1896–1944)

- Capone, Ralph (1894–1974), italienisch-amerikanischer Mobster
- Caponigro, Antonio (1912–1980), US-amerikanischer Mobster
- Caponnetto, Antonino (1920–2002), italienischer Richter und Politiker
- Caporale, Francisco († 1746), italienischer Violoncellist und Komponist
- Caporale, Vittorio (* 1947), italienischer Fußballspieler
- Caporali, Bartolomeo, italienischer Maler
- Caporali, Ettore (1855–1886), italienischer Mathematiker
- Caporali, Giovan Battista (1476–1560), italienischer Architekt und Maler
- Caporaso, James A (* 1941), US-amerikanischer Politikwissenschaftler und Hochschullehrer
- Caporaso, Lucia (* 1965), italienische Mathematikerin
- Caporaso, Teodorico (* 1987), italienischer Leichtathlet
- Caporello, Egidio (1931–2022), italienischer Geistlicher, römisch-katholischer Bischof von Mantua
- Caporusso, Louie (* 1989), kanadischer Eishockeyspieler
- Capossela, Vinicio (* 1965), italienischer Cantautore, Multiinstrumentalist und Schriftsteller
- Capot, Fabián (* 1943), chilenischer Fußballspieler
- Capote, Rafael (* 1987), katarischer und ehemaliger kubanischer Handballspieler
- Capote, Truman (1924–1984), US-amerikanischer SchriftstellerTruman Capote (1924–1984)
- Capotondi, Cristiana (* 1980), italienische Schauspielerin
- Capotondi, Giuseppe (* 1968), italienischer Regisseur von Musikvideos, Werbefilmen und eines Spielfilms
- Capotorto, Carl (* 1959), US-amerikanischer Schauspieler
- Capotosti, Luigi (1863–1938), italienischer Geistlicher, Bischof von Modigliana und Kurienkardinal der römisch-katholischen Kirche
- Capoue, Aurélien (* 1982), französischer Fußballspieler
- Capoue, Étienne (* 1988), französischer Fußballspieler
- Capoul, Victor (1839–1924), französischer Opernsänger, Librettist, Gesanglehrer und Regisseur
- Capoulet-Junac, Edward de (* 1930), französischer Science-Fiction-Autor
- Capoušek, Josef (1946–2025), tschechisch-deutscher Kanu-Trainer
- Capouya, Emile (1925–2005), US-amerikanischer Essayist, Kritiker und Publizist sowie Autor
- Capová, Gabriela (* 1993), tschechische Skirennläuferin
- Capovilla, Dino (* 1979), deutscher Informatiker, Philosoph und Bildungsforscher
- Capovilla, Giampaolo (1945–1997), italienischer Maler, Schauspieler und Filmregisseur
- Capovilla, Loris Francesco (1915–2016), italienischer Kardinal, Prälat von Loreto
- Capovilla, María (1889–2006), ältester lebender Mensch (2004 bis 2006)
- Capozzi, Alberto (1884–1945), italienischer Schauspieler
- Capozzoli, Glauco (1929–2003), uruguayischer Maler und Kupferstecher
- Capozzoli, Louis (1901–1982), US-amerikanischer Jurist und Politiker
- Capozzoli, Omero (1923–2001), uruguayischer Maler und Cineast

#### Capp
- Capp, Al (1909–1979), US-amerikanischer Cartoonist und Comiczeichner
- Capp, Frank (1931–2017), US-amerikanischer Jazzschlagzeuger und Bandleader
- Capp, Todd, US-amerikanischer Jazzmusiker
- Cappa, Alex (* 1995), US-amerikanischer American-Football-Spieler
- Cappa, Benedetta (1897–1977), italienische Malerin des Futurismus und Gattin ihres Begründers Filippo Tommaso Marinetti
- Cappa, Goffredo (1644–1717), italienischer Geigenbauer
- Cappabianca, Alessandro (1937–2025), italienischer Architekt, Architektur-, Kunst- und Filmkritiker sowie Semiotiker und Hochschullehrer
- Cappabianca, Max (* 1971), römisch-katholischer Ordensgeistlicher (Dominikaner)
- Cappadocia, Rufus (* 1967), kanadischer Cellist
- Cappadonia, Romolo, italienischer Filmregisseur und Schriftsteller
- Cappadonna (* 1969), US-amerikanischer Rapper
- Cappagli, Norma (1939–2020), argentinische Journalistin, Miss World
- Cappai, Manuel (* 1992), italienischer Boxer
- Capparella, Marco (* 1975), italienischer Fußballspieler
- Capparelli, Roberto (1923–2000), argentinisch-bolivianischer Fußballspieler
- Capparoni, Kaspar (* 1964), italienischer SchauspielerKaspar Capparoni (* 1964)

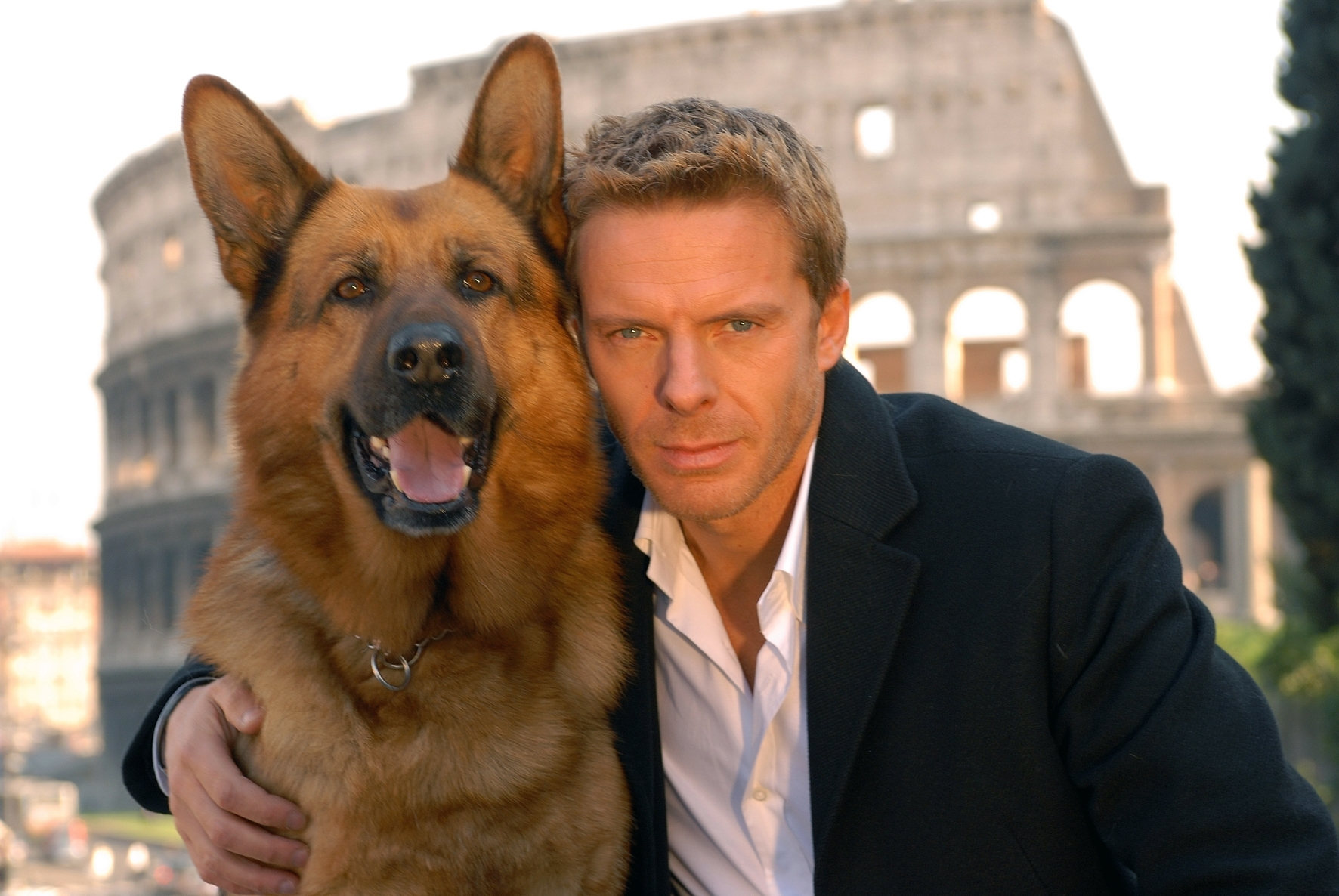
Kaspar Capparoni (* 1964)

- Cappato, Marco (* 1971), italienischer Politiker, MdEP
- Cappe, Heinrich Philipp († 1862), deutscher Numismatiker
- Cappe, Karl (1770–1833), preußischer Landrat
- Cappé, Maurice (1887–1930), französischer Autorennfahrer
- Cappeau, Placide (1808–1877), französischer Lyriker
- Cappek, Christian (* 1990), deutscher Fußballspieler
- Cappel, Albert (1921–2018), deutscher Meteorologe
- Cappel, Curt (1944–2014), deutscher Tier- und Dokumentarfilmer
- Cappel, Johann Friedrich Ludwig (1759–1799), deutscher Arzt und Hochschullehrer
- Cappel, Johann Kaspar (1710–1764), Bürgermeister in Elberfeld
- Cappel, Louis (1585–1658), französischer reformierter Theologe
- Cappel, Ludwig Christoph Wilhelm (1772–1804), deutscher Arzt und Hochschullehrer
- Cappel, Peter (1687–1756), Bürgermeister in Elberfeld
- Cappel, Walter (1918–2004), deutscher Pädagoge
- Cappel, Wilhelm Friedrich (1734–1800), deutscher Arzt und Hochschullehrer
- Cappelbeck, Jacob (1506–1586), deutscher Jurist sowie Hochschullehrer und Rektor an der Universität Tübingen
- Cappelen, Andreas Zeier (1915–2008), norwegischer Jurist und Politiker der Arbeiderpartiet
- Cappelen, August (1827–1852), norwegischer Maler der Düsseldorfer Schule
- Cappelen, Christian (1845–1916), norwegischer Organist und Komponist
- Cappelen, Johan (1889–1947), norwegischer Politiker (Høyre), Rechtsanwalt und Minister
- Cappelen, Jørgen Wright (1805–1878), norwegischer Buchhändler und Verleger
- Cappelen, Paul (1928–2016), norwegischer Architekt der Moderne
- Cappell, Conrad (* 1947), deutscher Botschafter und Generalkonsul
- Cappell, Sylvain (* 1946), US-amerikanischer Mathematiker
- Cappella, Felix (1930–2011), kanadischer Geher italienischer Herkunft
- Cappellacci, Ugo (* 1960), italienischer Politiker
- Cappellari Vivaro, Girolamo Alessandro (1664–1748), italienischer Genealoge
- Cappellari, Carina (* 1991), Schweizer Mountainbikerin
- Cappellari, Daniele (* 1997), italienischer Biathlet
- Cappellazzo, Federico (* 1980), italienischer Schwimmer
- Cappelle, Andy (* 1979), belgischer Radrennfahrer
- Cappelle, Jan van de († 1679), niederländischer Marinemaler
- Cappelle, Richard (1886–1954), deutscher Historiker
- Cappeller, Georg (1793–1855), deutscher Architekt
- Cappeller, Johannes (1827–1883), deutscher Bildhauer
- Cappeller, Viktor (1831–1904), deutscher Bildhauer
- Cappelletti, Alessandro (* 1966), italienischer Filmregisseur und Drehbuchautor
- Cappelletti, Arrigo (* 1949), italienischer Jazzmusiker, Autor und Essayist
- Cappelletti, Benedetto (1764–1834), italienischer Geistlicher, Bischof von Rieti und Kardinal der Römischen Kirche
- Cappelletti, Giuseppe (1802–1876), italienischer Priester und Historiker
- Cappelletti, Vincenzo (1930–2020), italienischer Wissenschaftshistoriker
- Cappelletto, Paolo, italienischer römisch-katholischer Bischof
- Cappelletto, Sandro (* 1952), italienischer Musikkritiker, -historiker und Librettist
- Cappelli, Adriano (1859–1942), italienischer Archivar und Paläograph
- Cappelli, Giancarlo (1912–1982), italienischer Filmeditor und Filmproduzent
- Cappelli, Louis W. (1894–1966), US-amerikanischer Politiker
- Cappelli, Raffaele (1848–1921), italienischer Jurist, Diplomat und Politiker
- Cappellini, Alfredo (1828–1866), piemontesischer und italienischer Marineoffizier
- Cappellini, Anna (* 1987), italienische Eiskunstläuferin
- Cappellini, Enrico, italienischer Dokumentarfilmer
- Cappellini, Renato (* 1943), italienischer Fußballspieler
- Cappello, Bianca (1548–1587), italienische Mätresse und RenaissancefürstinBianca Cappello (1548–1587)

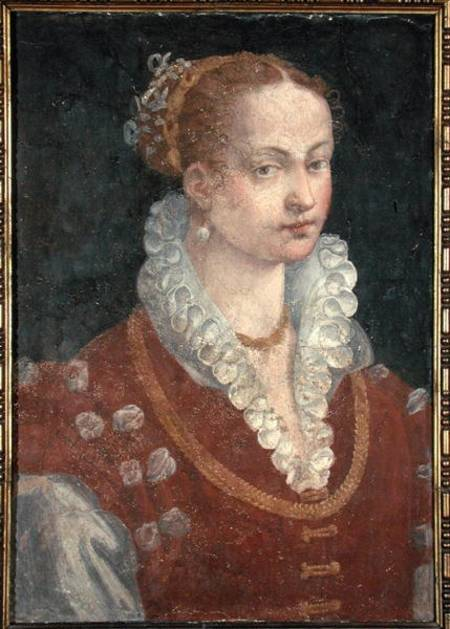
Bianca Cappello (1548–1587)

- Cappello, Carmelo (1912–1996), italienischer Bildhauer der Moderne
- Cappello, Gino (1920–1990), italienischer Fußballspieler
- Cappello, Timmy (* 1955), US-amerikanischer Musiker
- Cappelloni, Mauro (* 1943), italienischer Filmregisseur und Drehbuchautor
- Cappellotto, Alessandra (* 1968), italienische Radrennfahrerin
- Cappellotto, Valeria (1970–2015), italienische Radrennfahrerin
- Cappelluti, Roberto (* 1965), deutscher Fernsehmoderator und DJ
- Cappeln, Ella von (1907–1969), dänische Widerstandskämpferin während der deutschen Besatzung Dänemarks
- Capper, Arthur (1865–1951), US-amerikanischer Politiker
- Capper, David (1901–1974), britischer Pädagoge und politischer Aktivist
- Capper, Mabel (1888–1966), englisch-britische Suffragette
- Capper, Thompson (1863–1915), britischer Generalmajor
- Cappetta, Marco (* 1963), italienischer Kameramann
- Cappi, Conrad (1878–1964), deutsch-österreichischer Schauspieler
- Cappi, Mariano (* 1991), uruguayischer Fußballspieler
- Cappiello, Leonetto (1875–1942), italienisch-französischer Illustrator, Plakatkünstler und Karikaturist
- Cappilleri, Wilhelm (1834–1905), österreichischer Schriftsteller, Schauspieler, Theaterdirektor und Dramaturg
- Cappio, Luís Flávio (* 1946), brasilianischer Ordensgeistlicher, emeritierter römisch-katholischer Bischof von Barra
- Cappleri de Sulewicz, Kaspar (1535–1621), tschechischer Adeliger
- Capponcelli, Moreno (* 1960), italienischer Bahnradsportler
- Capponi, Carla (1918–2000), italienische Partisanin und Politikerin
- Capponi, Claudio (* 1959), italienischer Komponist, Arrangeur, Musikproduzent und Bratschist
- Capponi, Gino (1792–1876), italienischer Politiker, Historiker und Dichter
- Capponi, Luigi, italienischer Bildhauer der Frührenaissance
- Capponi, Luigi (1583–1659), italienischer Kardinal, katholischer Erzbischof und Bibliothekar
- Capponi, Pier (1446–1496), toskanischer Kaufmann, Diplomat, Politiker und Feldherr
- Capponi, Pier Paolo (1938–2018), italienischer Schauspieler
- Cappozzo, Jean-Luc (* 1954), französischer Jazz- und Improvisationsmusiker (Trompete, Flügelhorn)
- Cappozzo, Tranquilo (1918–2003), argentinischer Ruderer
- Capps, Al (1939–2018), US-amerikanischer Musikproduzent, Arrangeur, Songwriter, Multiinstrumentalist und Sänger
- Capps, Bobby, US-amerikanischer Southern-Rock-Sänger und Keyboarder
- Capps, Edward (1866–1950), US-amerikanischer klassischer Philologe
- Capps, Lois (* 1938), US-amerikanische Politikerin
- Capps, Walter (1934–1997), US-amerikanischer Politiker
- Cappuccilli, Piero (1929–2005), italienischer Opernsänger (Bariton) und Gesangspädagoge
- Cappuccino (* 1974), deutscher Musiker
- Cappuccio, Eugenio (* 1961), italienischer Filmschaffender

#### Capr
- Capra, Beatrice (* 1992), US-amerikanische Tennisspielerin
- Capra, Francesco (1762–1819), Schweizer Anwalt, Politiker (FDP), Tessiner Grossrat und Gemeindepräsident von Lugano
- Capra, Francis (* 1983), US-amerikanischer Schauspieler
- Capra, Frank (1897–1991), US-amerikanischer FilmregisseurFrank Capra (1897–1991)

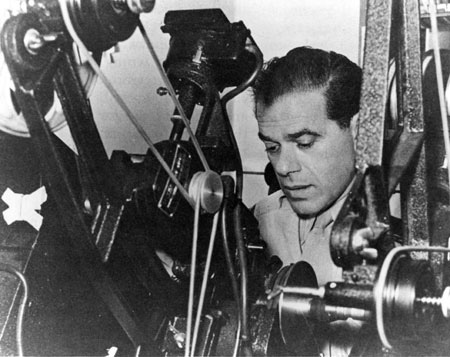
Frank Capra (1897–1991)

- Capra, Frank junior (1934–2007), US-amerikanischer Filmproduzent
- Capra, Fritjof (* 1939), österreichischer Physiker, Systemtheoretiker, Philosoph, Autor
- Capra-Teuffenbach, Ingeborg (1914–1992), österreichische Schriftstellerin und Kritikerin
- Caprace, Pierre-Emmanuel (* 1981), belgischer Mathematiker
- Capradossi, Elio (* 1996), ugandisch-italienischer Fußballspieler
- Capranica, Angelo († 1478), italienischer Kardinal und Bischof
- Capranica, Domenico (1400–1458), Humanist und Kardinal der Römischen Kirche
- Capranica, Matteo (* 1708), italienischer Komponist der neapolitanischen Schule
- Caprano, Pietro (1759–1834), Kardinal der Römischen Kirche
- Caprara, Albert von (1627–1691), italienischer kaiserlicher General und Diplomat der österreichischen Habsburger
- Caprara, Enea Antonio (1631–1701), kaiserlicher österreichischer Feldmarschall
- Caprara, Giovanni Battista (1733–1810), italienischer Kardinal
- Caprari, Gianluca (* 1993), italienischer Fußballspieler
- Caprari, Sergio (1932–2015), italienischer Boxer
- Caprasius von Agen († 303), Heiliger
- Capreolus, Erzbischof von Karthago (430–437)
- Capretti, Guerino (* 1982), italienisch-deutscher Fußballspieler und -trainer
- Capretti, Sara (* 1967), Schweizer Schauspielerin
- Caprez, Hans (1940–2024), Schweizer Journalist
- Caprez, Johannes (1701–1777), Schweizer evangelischer Geistlicher
- Caprez, Nina (* 1986), Schweizer Sport- und Wettkampfkletterin
- Caprez, Pablo (* 1999), Schweizer Schauspieler
- Caprez, Pancratius († 1704), Schweizer reformierter Pfarrer
- Caprez-Roffler, Greti (1906–1994), erste Pfarrerin, die in der Schweiz alleinverantwortlich eine Gemeinde betreute
- Capri, Alexander di (* 1974), deutscher Sänger (Tenor) und Schauspieler
- Capri, Olga (1883–1961), italienische Schauspielerin
- Capri, Sasha Di (* 1979), deutscher Musicaldarsteller, Sänger, Schauspieler und Model
- Capria, Rubén (* 1970), argentinischer Fußballspieler
- Capriani, Francesco (1535–1594), italienischer Architekt und Bildhauer
- Capriata, Carlo, italienischer Dokumentarfilmer und Filmregisseur
- Capriati, Jennifer (* 1976), US-amerikanische TennisspielerinJennifer Capriati (* 1976)

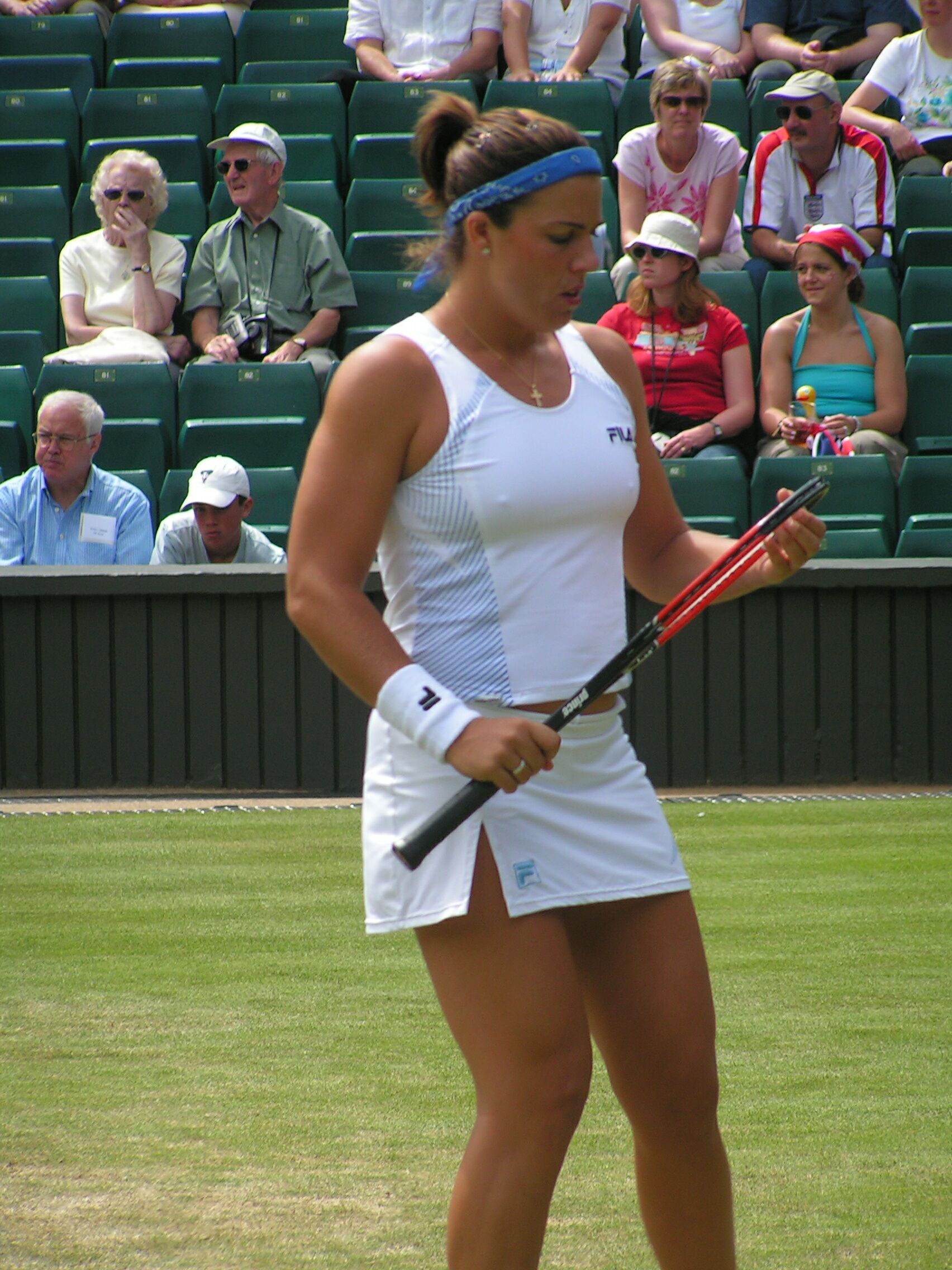
Jennifer Capriati (* 1976)

- Capriati, Joseph (* 1987), italienischer DJ und House-Produzent
- Caprice, June (1895–1936), US-amerikanische Filmschauspielerin der Stummfilmzeit
- Caprice, Little (* 1988), tschechische PornodarstellerinLittle Caprice (* 1988)

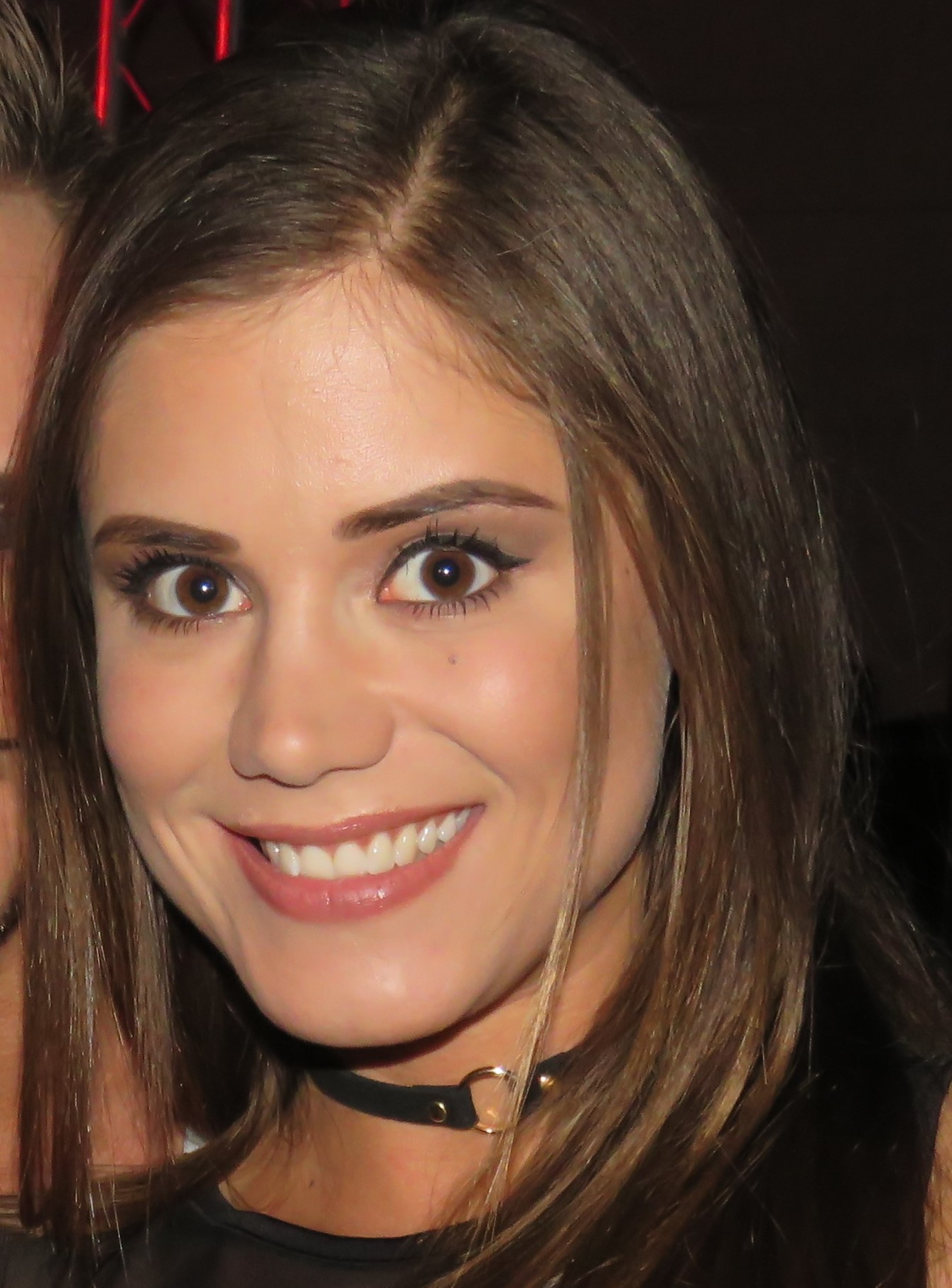
Little Caprice (* 1988)

- Capricho, Monchy (* 1969), dominikanischer Sänger
- Capricornus, Samuel (1628–1665), böhmischer Kapellmeister und Komponist
- Caprile, Elia (* 2001), italienischer Fußballtorwart
- Caprile, Emilio (1928–2020), italienischer Fußballspieler
- Caprile, Vincenzo (1856–1936), italienischer Maler
- Capriles, Henrique (* 1972), venezolanischer Politiker und gegenwärtiger Gouverneur des Bundesstaates Miranda
- Capriles, Miguel de (1906–1981), US-amerikanischer Fechter und Jurist
- Capriles, Renato (1931–2014), venezolanischer Musiker und Orchesterleiter
- Capriles, Teodoro (1907–1982), venezolanischer Radrennfahrer
- Caprilli, Federico (1868–1907), italienischer Rittmeister
- Caprino, Ivo (1920–2001), norwegischer Filmregisseur, -produzent und Erfinder
- Caprio, Frank (* 1936), US-amerikanischer Jurist und Politiker
- Caprio, Frank T. (* 1966), US-amerikanischer Politiker
- Caprio, Giuseppe (1914–2005), italienischer Geistlicher, Kardinal der römisch-katholischen Kirche
- Caprioglio, Debora (* 1968), italienische Schauspielerin
- Caprioli, Adriano (* 1936), italienischer Priester und Bischof von Reggio Emilia-Guastalla
- Caprioli, Aliprando, italienischer Kupferstecher
- Caprioli, Antonio, italienischer Komponist
- Caprioli, Franco (1912–1974), italienischer Comiczeichner
- Caprioli, Vittorio (1921–1989), italienischer Schauspieler und Filmregisseur
- Capriolo, Paola (* 1962), italienische Schriftstellerin und Übersetzerin
- Căprioriu, Corina (* 1986), rumänische Judoka
- Capris, Andreas Anton von (1716–1776), bayerischer Generalmajor
- Capristo, Mandy (* 1990), deutsche PopsängerinMandy Capristo (* 1990)

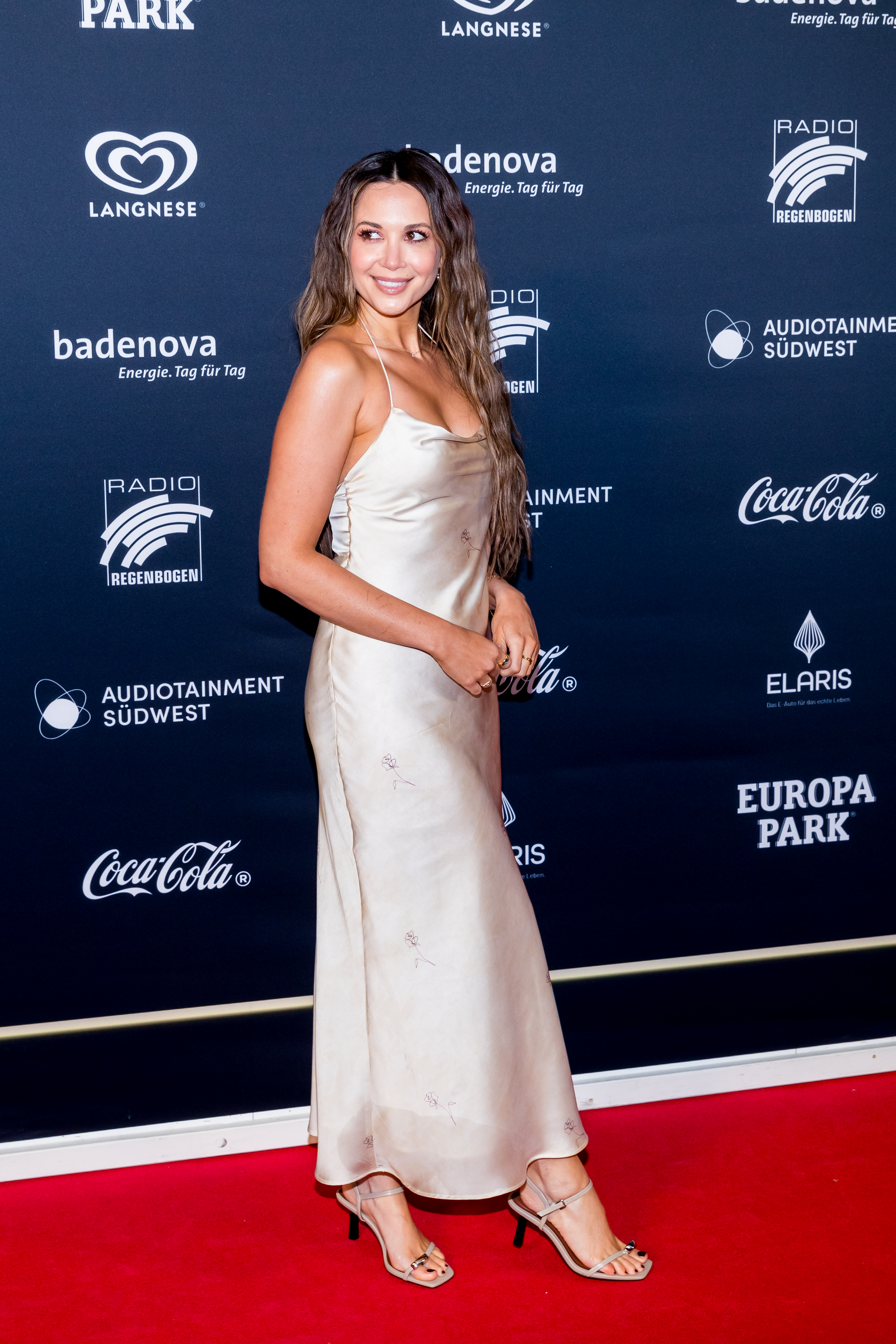
Mandy Capristo (* 1990)

- Capritti, Eolo (1918–2007), italienischer Filmproduktionsleiter und gelegentlicher Schauspieler
- Caprivi, Julius Leopold von (1695–1768), deutscher Archivar, Historiker und Dichter von Kirchenliedern
- Caprivi, Leo von (1831–1899), deutscher Militär und Staatsmann
- Caprivi, Leopold von (1797–1865), preußischer Obertribunalrat und Kronsyndikus
- Capron, Adin B. (1841–1911), US-amerikanischer Politiker
- Capron, André (1930–2020), französischer Mediziner
- Capron, Henri, US-amerikanischer Komponist, Cellist und Musikverleger
- Capron, Horace (1804–1885), US-amerikanischer Offizier und Agrarexperte
- Capron, Nicolas († 1784), französischer Violinist und Komponist der Klassik
- Capron, Robert (* 1998), US-amerikanischer Schauspieler
- Caproni, Giovanni Battista (1886–1957), italienischer Luftfahrtingenieur und Unternehmer
- Capronnier, Jean-Baptiste (1814–1891), belgischer Glasmaler
- Caprotti, Arturo (1881–1938), italienischer Ingenieur

#### Caps
- Capsali, Elijah, kretischer Rabbiner und Historiker
- Capsali, Mose († 1495), Oberrabbiner von Istanbul
- Capsey, Alice (* 2004), englische Cricketspielerin
- Capshaw, Jessica (* 1976), US-amerikanische Filmschauspielerin
- Capshaw, Kate (* 1953), US-amerikanische SchauspielerinKate Capshaw (* 1953)

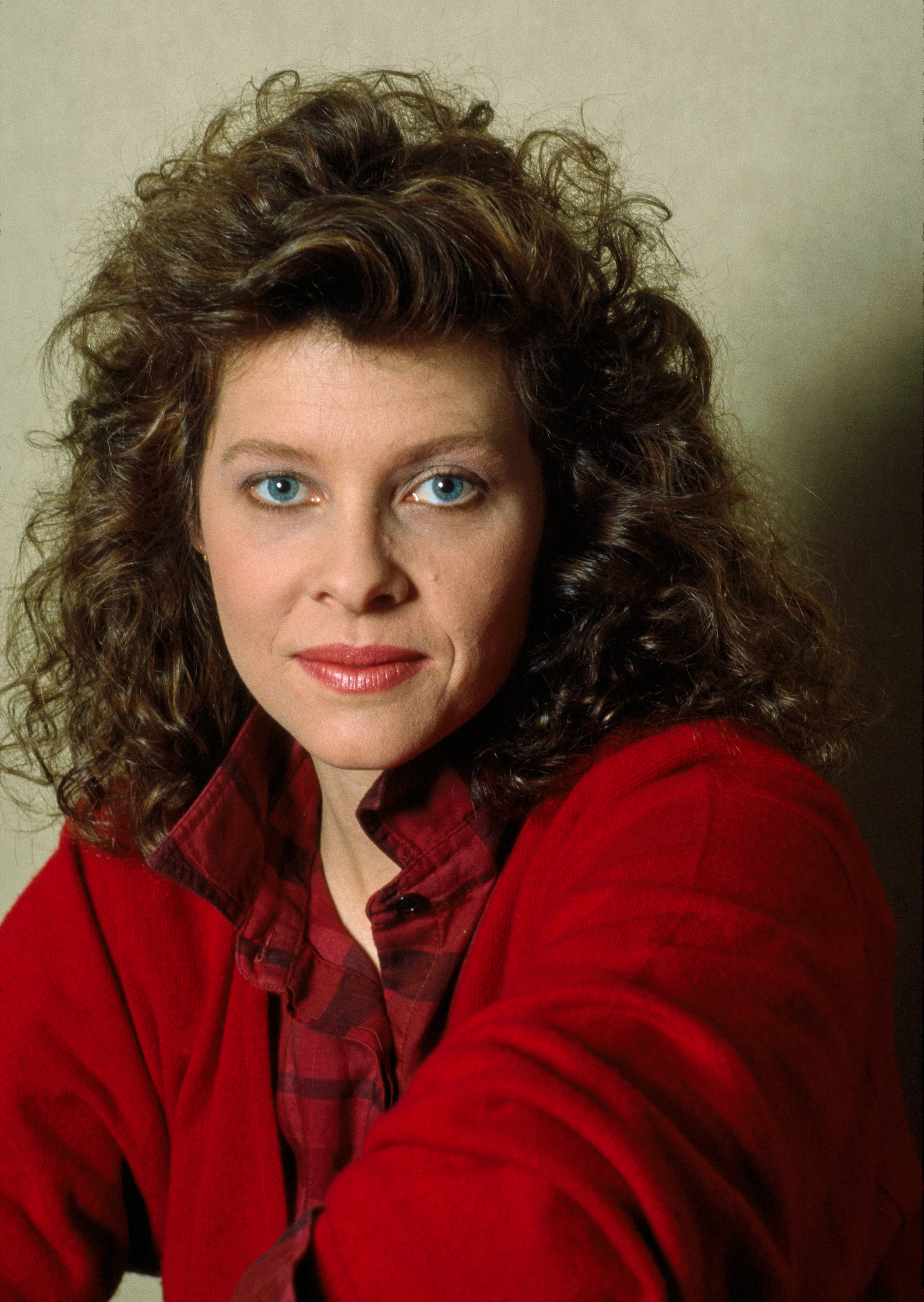
Kate Capshaw (* 1953)

- Capsouras, Frank (* 1947), US-amerikanischer Gewichtheber
- Capstaff, John G. (1879–1960), britisch-amerikanischer Fotograf, Ingenieur und Erfinder
- Capstick, John H. (1856–1918), US-amerikanischer Politiker

#### Capt
- Captain Beefheart (1941–2010), US-amerikanischer experimenteller Rock- und Bluesmusiker und MalerCaptain Beefheart (1941–2010)
- Captain Gips, deutscher Rapper

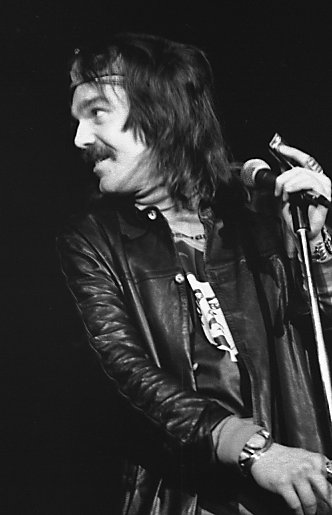
Captain Beefheart (1941–2010)

- Captain Hollywood (* 1962), US-amerikanischer Tänzer und Sänger
- Captain Pipe († 1818), Häuptling der Lenni Lenape
- Captain Sensible (* 1954), britischer Sänger, Gitarrist, Bassist, Texter und Komponist
- Captain’s Diary, deutscher Singer-Songwriter
- Captan, Monie Ralph (* 1962), liberianischer Politiker, Hochschullehrer und Herausgeber einer Zeitung
- Captein, Joop (* 1937), niederländischer Radrennfahrer

#### Capu
- Capua, Ilaria (* 1966), italienische Virologin, Sachbuchautorin und ehemalige Politikerin
- Capua, Pietro Antonio Di (1513–1579), Erzbischof von Otranto und apostolischer Nuntius in Venedig
- Capuana, Franco (1894–1969), italienischer Dirigent und Komponist
- Capuana, Luigi (1839–1915), Schriftsteller
- Capuano Di Manfredonia, Francesco, italienischer Astronom
- Capuano, Antonio (* 1940), italienischer Filmregisseur und Drehbuchautor
- Capuano, Chris (* 1978), US-amerikanischer Baseballspieler
- Capuano, Ciro (* 1981), italienischer Fußballspieler
- Capuano, Dave (* 1968), US-amerikanischer Eishockeyspieler
- Capuano, Dom (* 1975), italienischer Musikproduzent und Komponist
- Capuano, Gabin (* 2006), französischer Fußballspieler
- Capuano, Jack (* 1966), US-amerikanischer Eishockeyspieler und -trainer
- Capuano, Luigi (1904–1979), italienischer Filmregisseur und Drehbuchautor
- Capuano, Marco (* 1991), italienischer Fußballspieler
- Capuano, Mike (* 1952), amerikanischer Politiker (Demokratische Partei)Mike Capuano (* 1952)

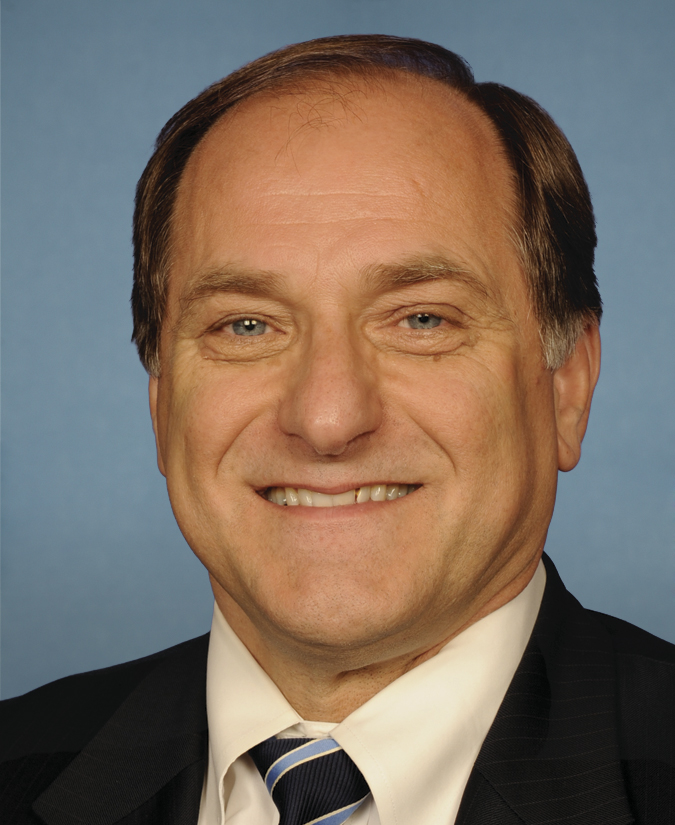
Mike Capuano (* 1952)

- Capucao, Dave Dean (* 1965), philippinischer römisch-katholischer Geistlicher
- Capucci, Fabrizio (1939–2024), italienischer Schauspieler
- Capucci, Hilarion (1922–2017), syrischer Geistlicher, melkitisch griechisch-katholischer Bischof
- Capuccini, Miguel (1904–1980), uruguayischer Fußballspieler
- Capucho, Nuno (* 1972), portugiesischer Fußballspieler
- Capucine (1928–1990), französische SchauspielerinCapucine (1928–1990)

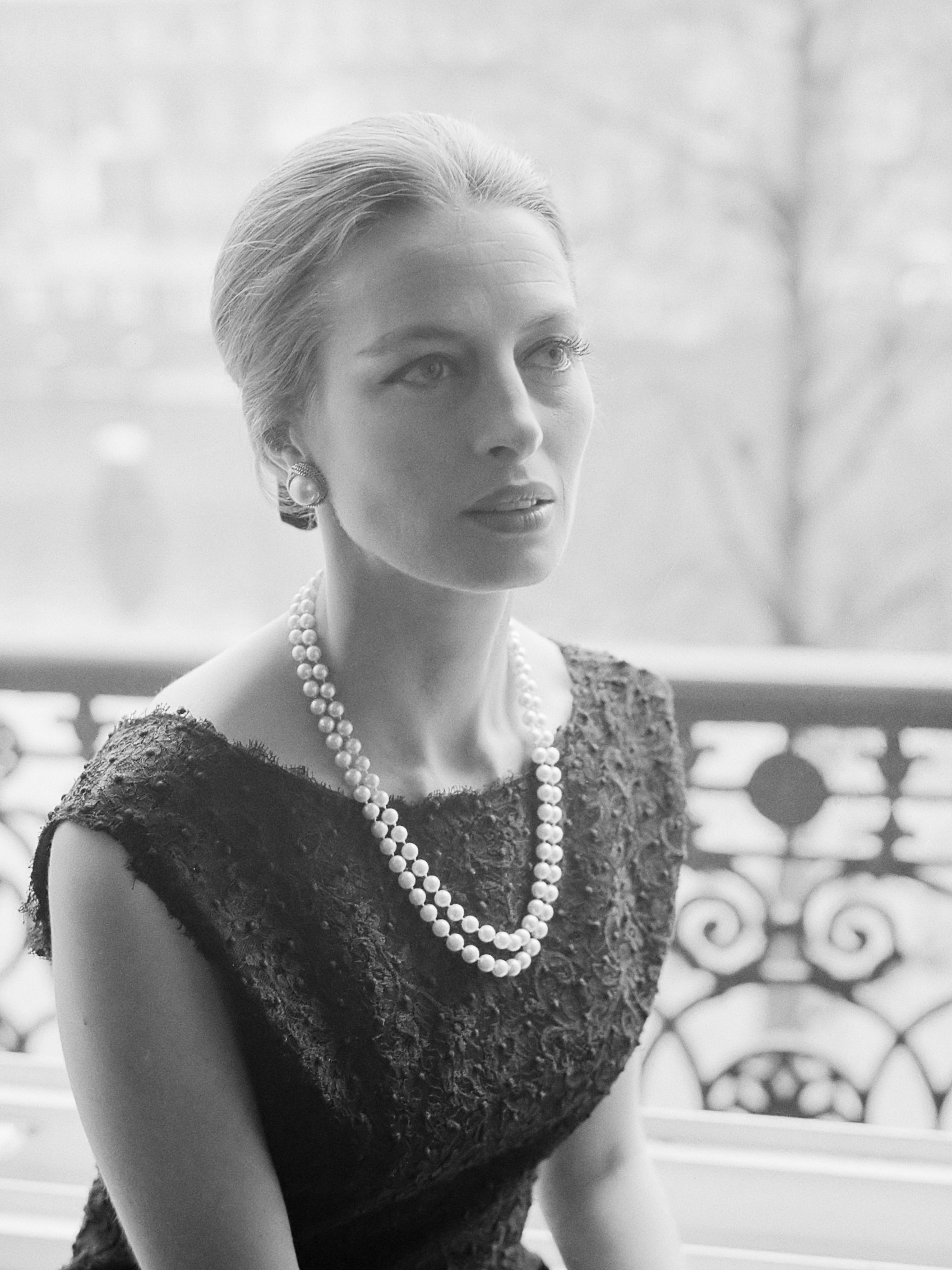
Capucine (1928–1990)

- Capuçon, Gautier (* 1981), französischer Cellist und Kammermusiker
- Capuçon, Renaud (* 1976), französischer Violinist und Kammermusiker
- Capune-Kitka, Brigitte (* 1953), deutsche Politikerin (FDP), MdL
- Capuozzo, Ange (* 1999), französisch-italienischer Rugby-Union-Spieler
- Capuozzo, Gennaro (1932–1943), italienischer Kriegsheld
- Capurro Taborda, Martina (* 1997), argentinische Tennisspielerin
- Capurro, Giovanni (1859–1920), italienischer Schriftsteller und Liedertexter
- Capurro, Iara (* 1996), argentinische Diskuswerferin und Kugelstoßerin
- Capurro, Rafael (* 1945), Philosoph und Professor für Informationsethik
- Capurro, Scott (* 1962), US-amerikanischer Komiker, Autor und Schauspieler
- Capurso, Marta (* 1980), italienische Shorttrackerin
- Capurso, Susanna (* 1958), italienische Schauspielerin
- Capus, Alex (* 1961), Schweizer Schriftsteller
- Capus, Alfred (1858–1922), französischer Journalist, Dramatiker und Romancier
- Capus, Nadja (* 1971), schweizerisch-italienische Juristin und Hochschullehrerin
- Capusta, Petre (* 1957), rumänischer Kanute
- Caput (* 1983), deutscher Rapper
- Caput, Louis (1921–1985), französischer Radrennfahrer
- Caputi, Lorenzo (* 2005), brasilianischer Skirennläufer
- Caputi, Luca (* 1988), kanadischer Eishockeyspieler
- Caputi, Nick (* 1951), australischer Meeresbiologe
- Caputi, Valentino (* 2004), brasilianischer Skirennläufer
- Caputo, Bruce Faulkner (* 1943), US-amerikanischer Jurist und Politiker
- Caputo, Carlo (1843–1908), italienischer Diözesanbischof, Apostolischer Nuntius in Bayern
- Caputo, Carmen (* 1965), deutsch-italienische Schriftstellerin
- Caputo, Dante M. (1943–2018), argentinischer Politiker
- Caputo, Francesco (* 1987), italienischer Fußballspieler
- Caputo, Jean-Luc (* 2001), deutscher Schauspieler
- Caputo, Keith (* 1973), US-amerikanischer RocksängerKeith Caputo (* 1973)

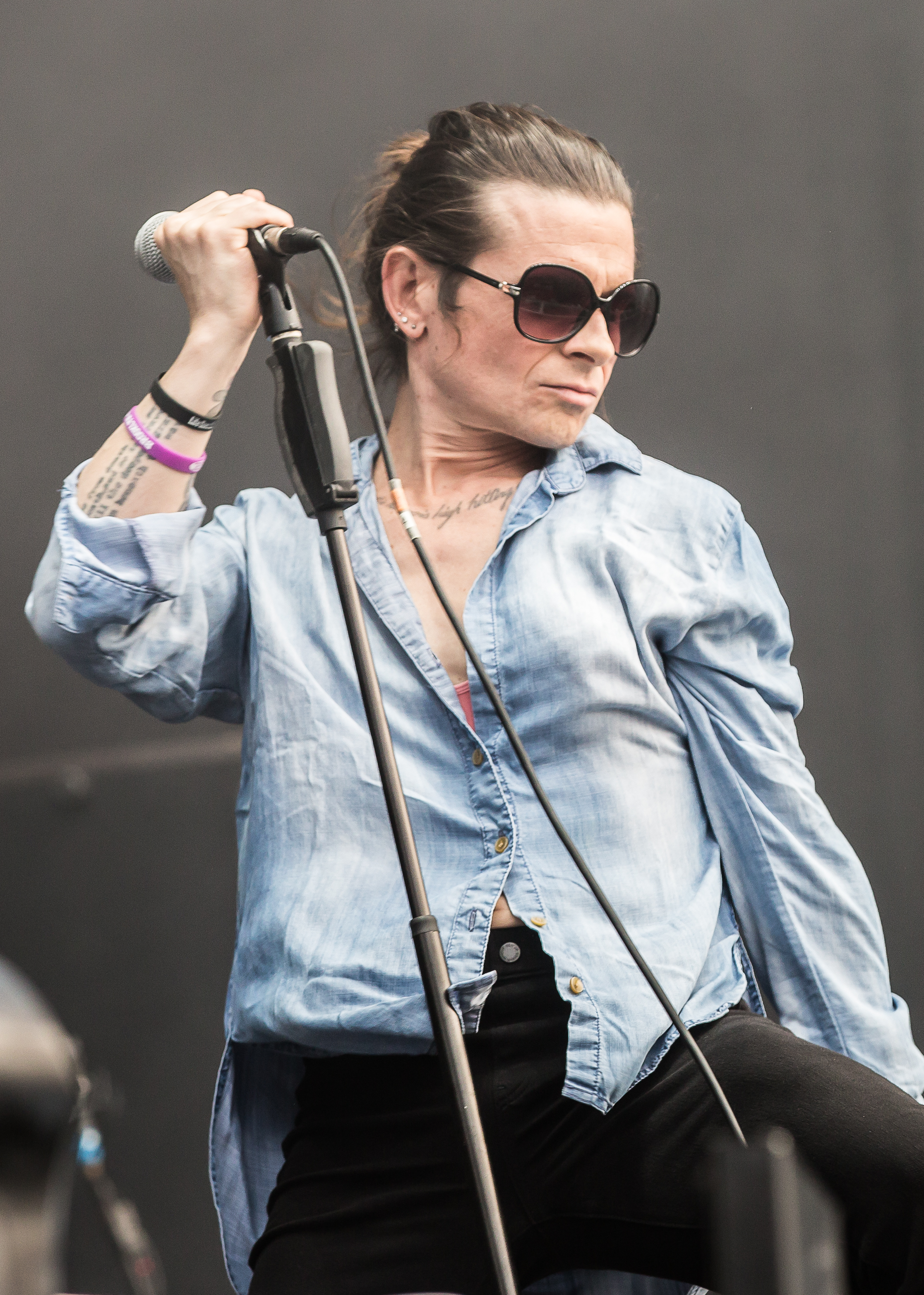
Keith Caputo (* 1973)

- Caputo, Lou († 2022), US-amerikanischer Jazzmusiker (Alt-, Tenor- und Baritonsaxophon, Klarinette, Flöte)
- Caputo, Luis (* 1965), argentinischer Ökonom und Politiker
- Caputo, Nicola (1774–1862), italienischer römisch-katholischer Geistlicher, Bischof von Lecce
- Caputo, Nicola (* 1966), italienischer Politiker
- Caputo, Philip (* 1941), US-amerikanischer Autor und Journalist
- Caputo, Tommaso (* 1950), italienischer Geistlicher, römisch-katholischer Bischof
- Caputo, Ulisse (1872–1948), italienischer Genremaler und Bildhauer
- Čaputová, Zuzana (* 1973), slowakische Juristin und sozialliberale PolitikerinZuzana Čaputová (* 1973)

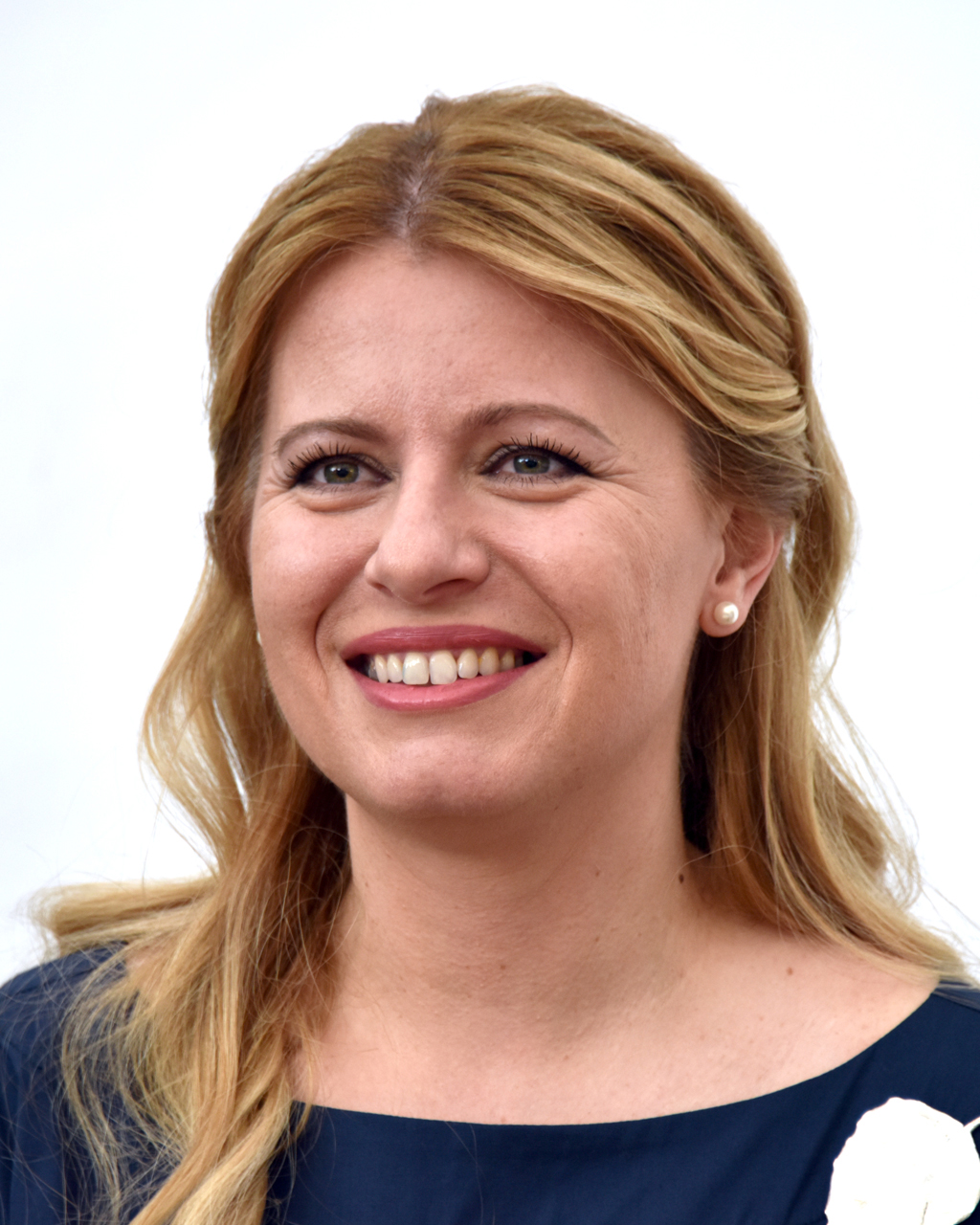
Zuzana Čaputová (* 1973)

- Caputto, Hernán (* 1974), argentinisch-chilenischer Fußballspieler
- Capuzzi, Antonio (1755–1818), italienischer Komponist und Violinist
- Capuzzi, Giacomo (1929–2021), italienischer Geistlicher, römisch-katholischer Bischof von Lodi
- Capuzzo, Matteo (* 2000), italienischer Handball- und Beachhandballspieler
- Capuzzo, Oreste (1908–1985), italienischer Kunstturner

#### Capw
- Capwell, Tobias (* 1973), amerikanischer Kunsthistoriker und Waffenhistoriker

#### Capy
- Capy, Marcelle (1891–1962), französische Pazifistin und Frauenrechtlerin
- Capy, Sandrine (* 1969), französische Fußballspielerin